# Kölner Brunnen

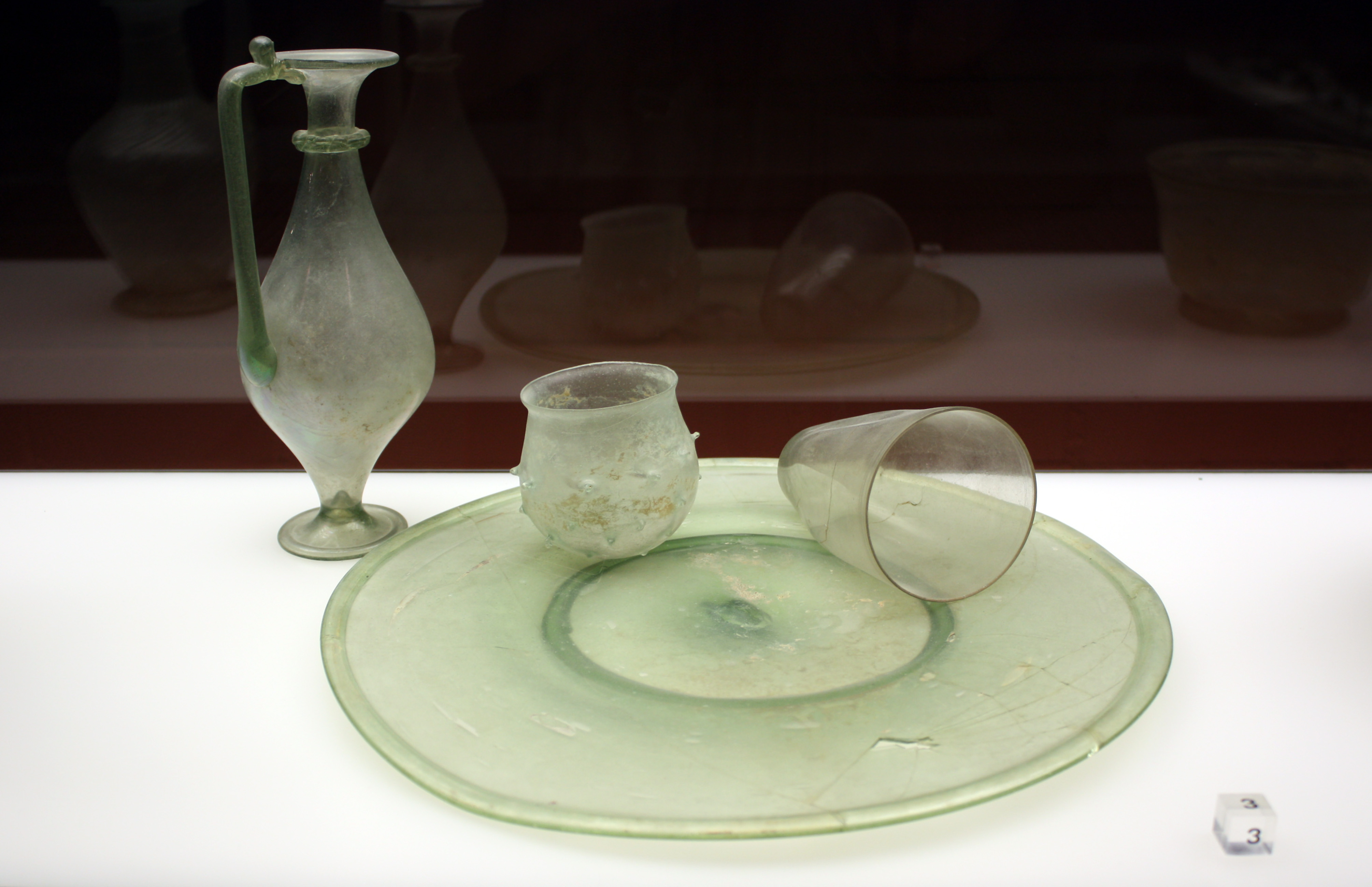
Römischer Wasserkrug und Becher etc. aus Glas, FO, Luxemburger-Straße

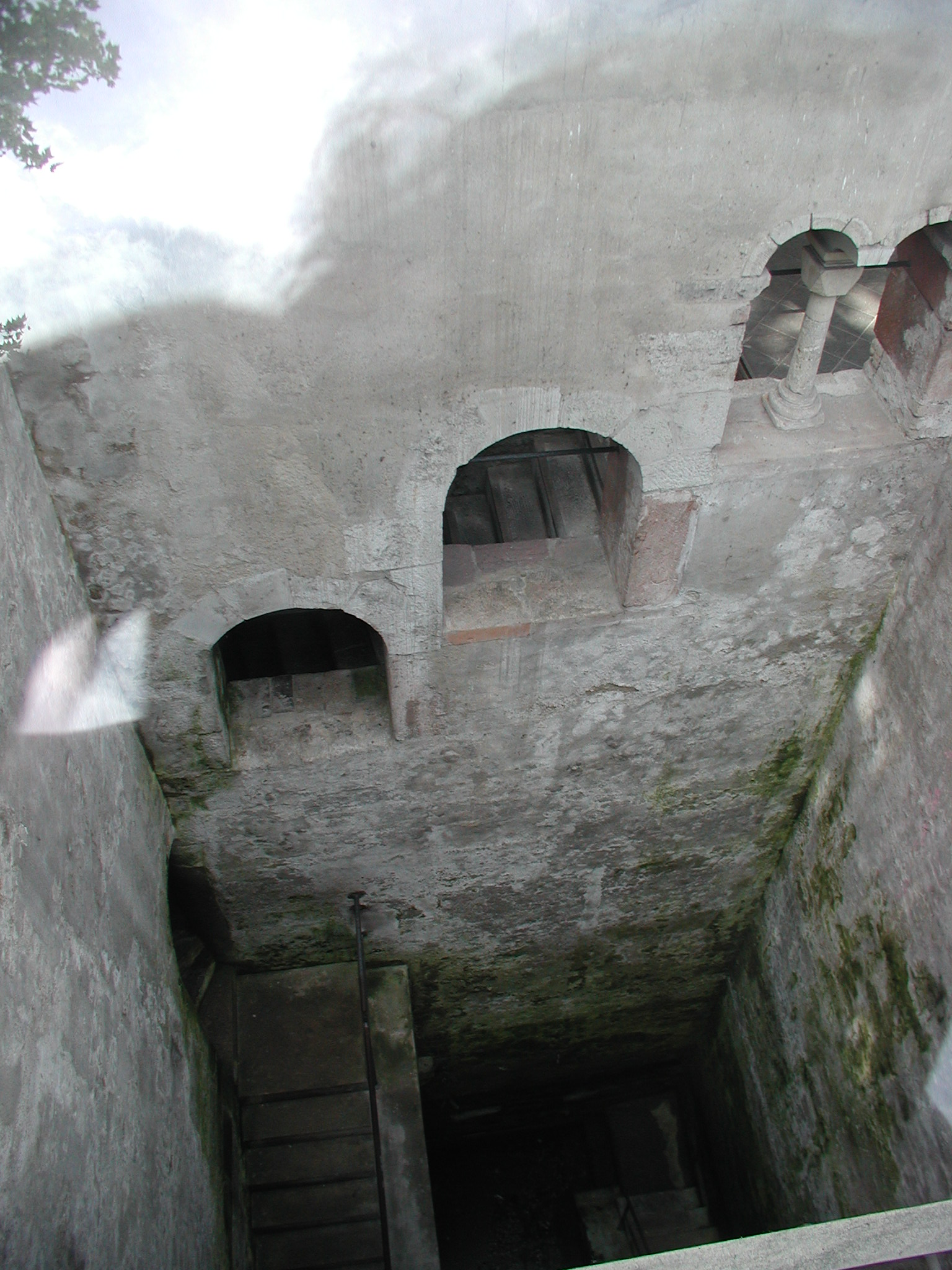
Mikwe, Rathausplatz

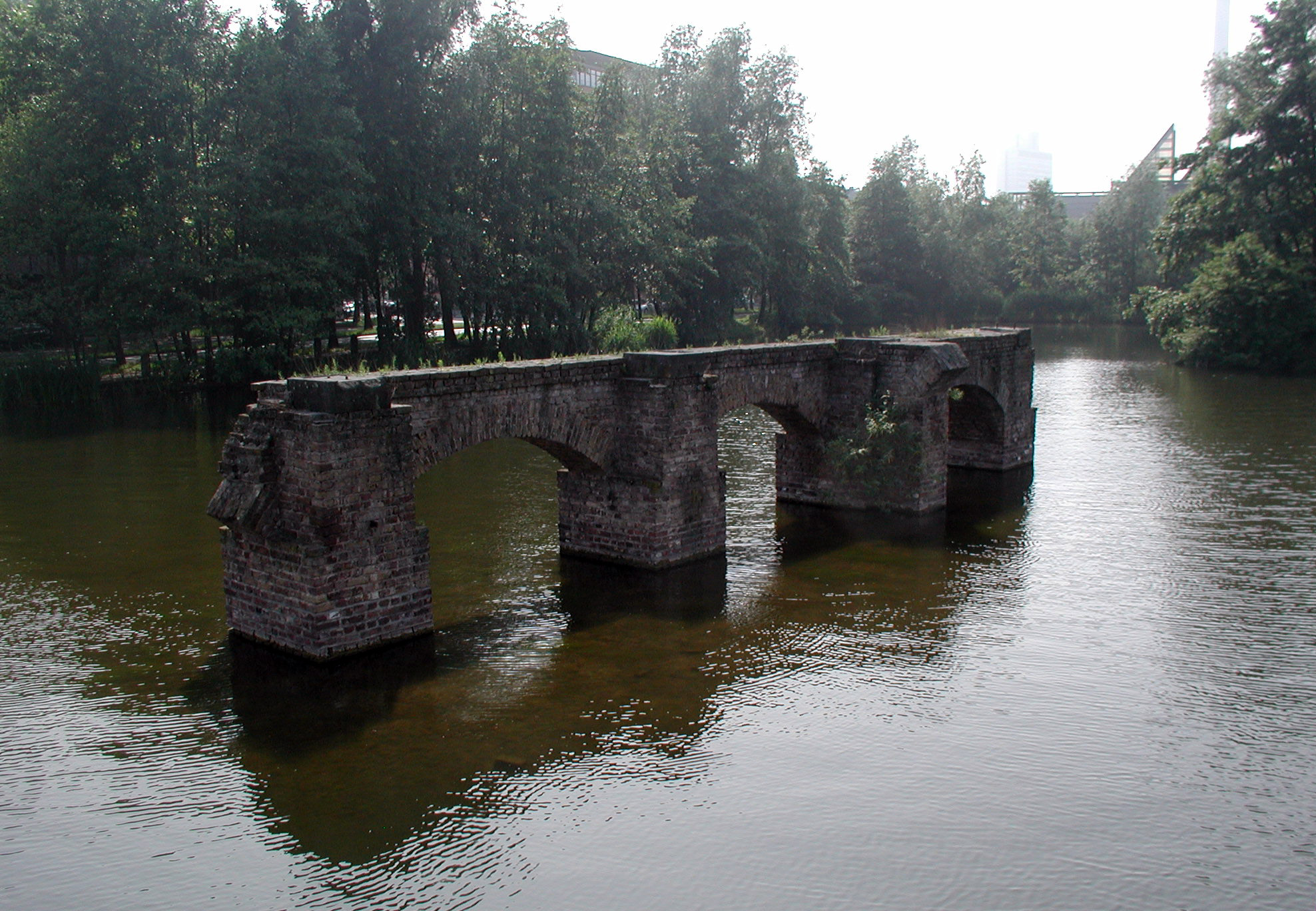
Wasseranlage mit Resten des ehemaligen, 1859 errichteten Güterbahnhofs Gereon, dem heutigen MediaPark

Der Bau Kölner Brunnen gewährleistete von den römischen Anfängen der Stadt als Colonia Claudia Ara Agrippinensium bis zum Ausklang des 19. Jahrhunderts die Wasserversorgung der Stadt Köln. Mit der Inbetriebnahme des ersten städtischen Wasserwerks im Jahr 1872 wandelte sich die Funktion neuer Brunnen- und Wasseranlagen. Sie dienten nicht mehr primär der Wasserentnahme, sondern wurden dekorative Bauwerke der Stadtviertel.

## Brunnengeschichte

### Römerzeit
Erste Brunnenanlagen und ihre Nutzung in der römischen Zeit der Stadt sind für das 1. Jahrhundert belegt. Der technische Stand dieser auf hohem Niveau befindlichen damaligen Wasserversorgung (einschließlich der Entsorgung), ging mit dem nach dem Abzug der Römer einsetzenden Verfall der Anlagen verloren, und wurde über Jahrhunderte nicht mehr erreicht. Zeugnis hierfür sind eine Anzahl freigelegter Brunnen und Teilstücke der in dieser Zeit entstandenen Eifelwasserleitung sowie Reste der ehemals genutzten Abwasserkanäle.
Die Römer errichteten ihre Brunnen, indem sie breite Gruben bis in Grundwassertiefe aushoben. Dort wurde ein Karree aus zugeschnittenen Eichenholzbohlen um das sich sammelnde Wasser eingelassen, auf dem ein Brunnenschacht aus Tuffsteinblöcken errichtet wurde. Die durch Steinmetze passgerecht bearbeiteten Blöcke kamen ohne jegliche Verklammerung oder der Anwendung des von ihnen als Bindemittel benutzten Baustoffes Opus caementitium („Caementum“) aus, und verhinderten so nach dem Wiederauffüllen der Baugrube eine spätere Verschmutzung des neuen Trinkwasserbrunnens durch äußere Einflüsse.
Den erreichten hohen Standard auch auf hygienischem Gebiet unterstreichen die im Jahr 2007 freigelegten Fundamente eines Rundbaues an der Cäcilienstraße, die Teil einer römischen Thermenanlage waren.
Ältere archäologische Funde, aber auch Freilegungen von antiken Brunnen in jüngster Zeit (2008) auf dem Rathausplatz und infolge der Grabungen rund um den Bau der Nord-Süd-Stadtbahn an Klein St. Martin, veranschaulichen den Unterschied in der Wasserversorgung zum heutigen Standard.
Diese Brunnen, abgesehen von den aus Glaubensgründen rituell genutzten Anlagen der frühen jüdischen Kölner Gemeinden wie die Mikwe am Rathaus und der in Deutz (heute unter der Auffahrt der Deutzer Brücke), waren über Jahrhunderte reine Nutzanlagen.

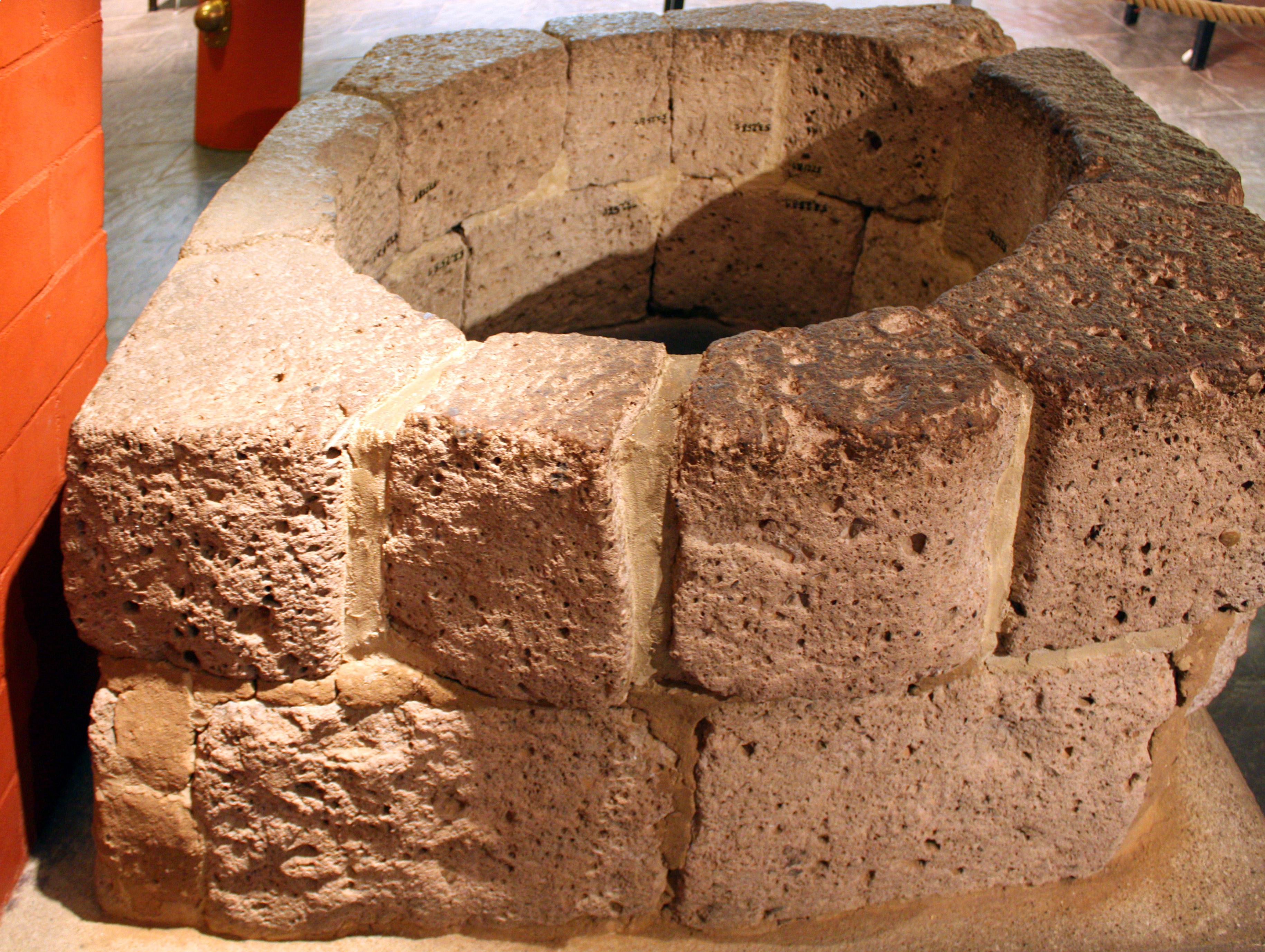
Römischer Brunnen Prätorium, Köln (50 n. Christus)
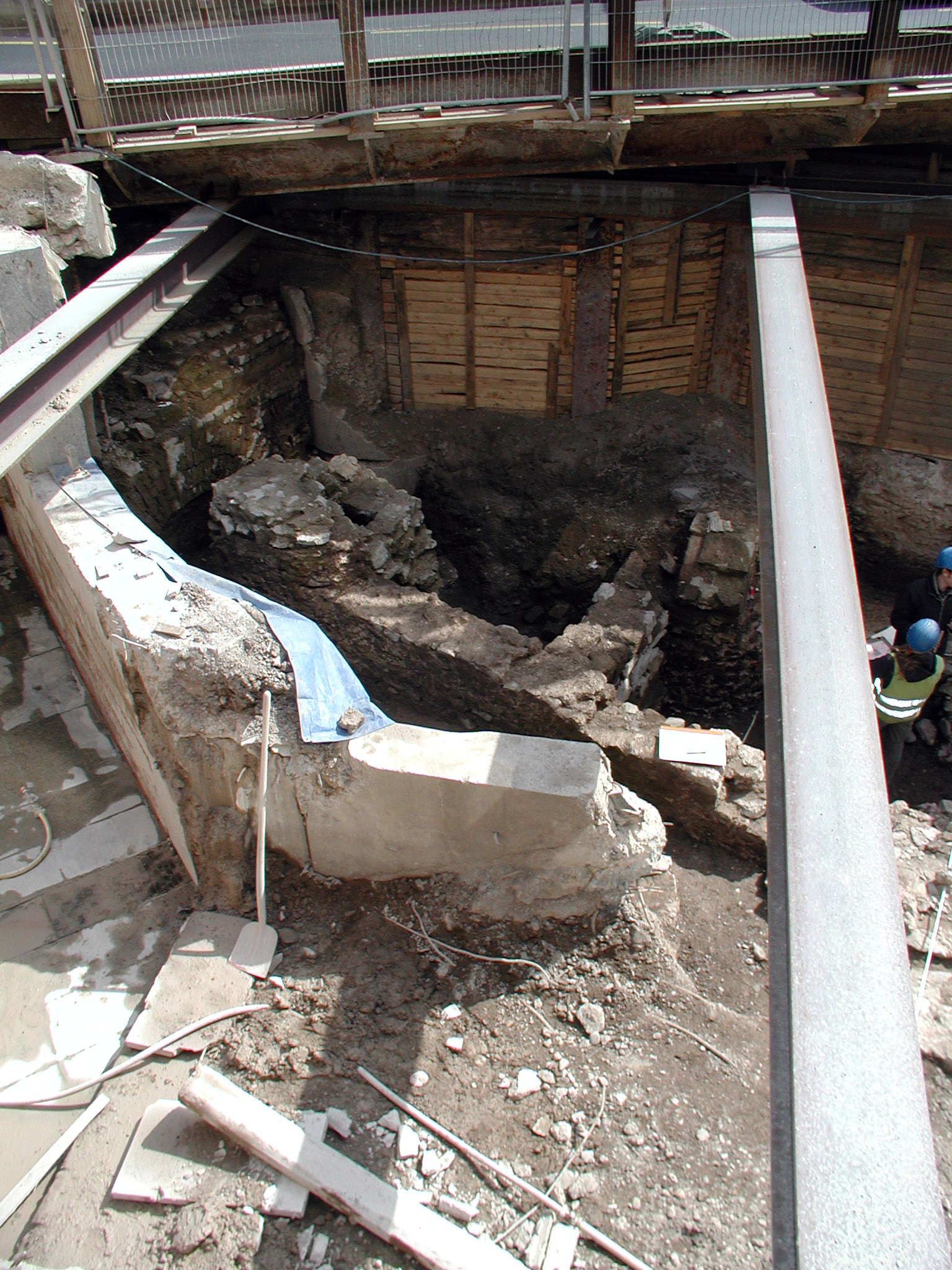
Grabung an Klein-St-Martin
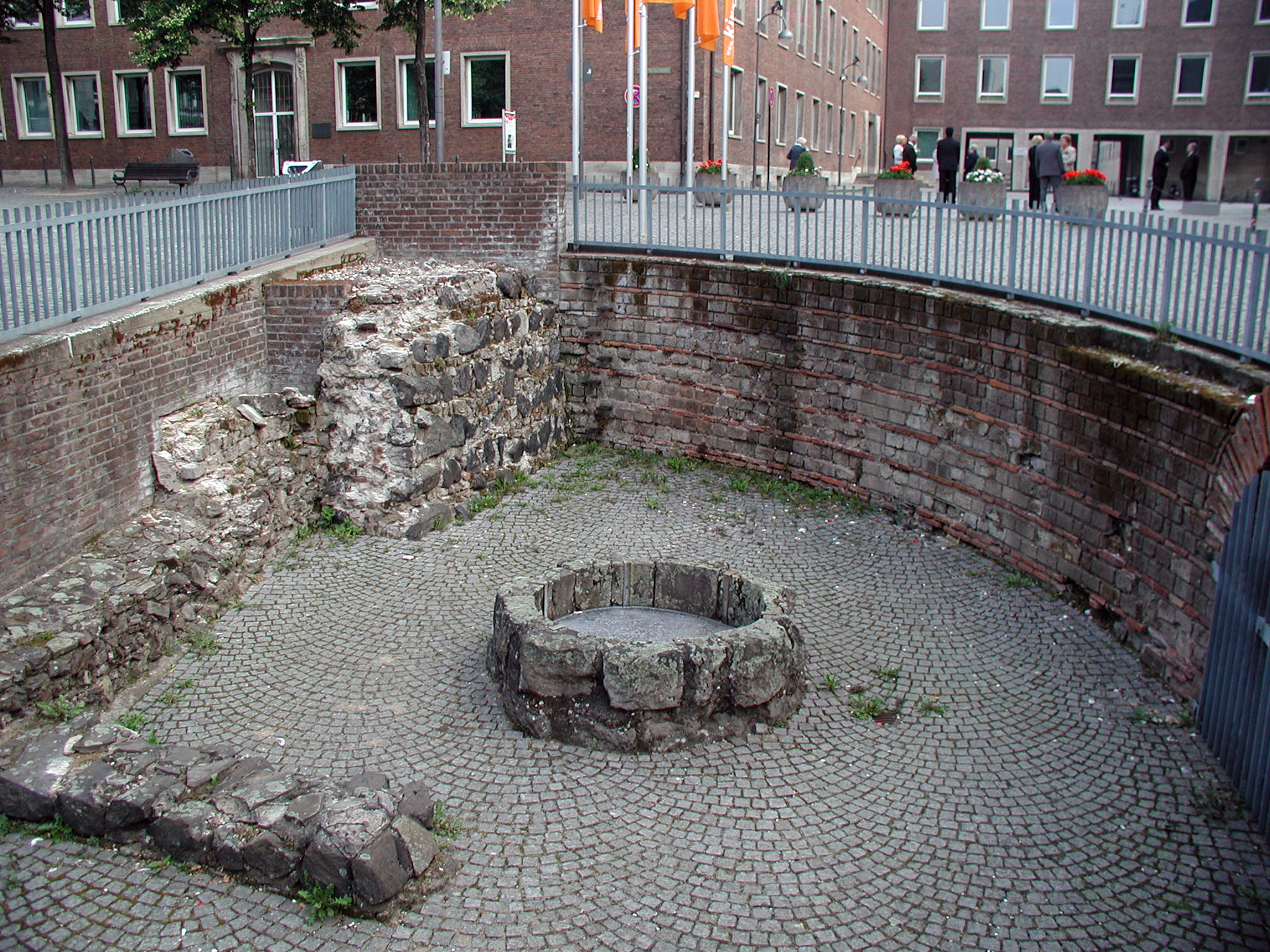
Rathausplatz, mittelalterlicher Brunnen

### Frühmittelalter

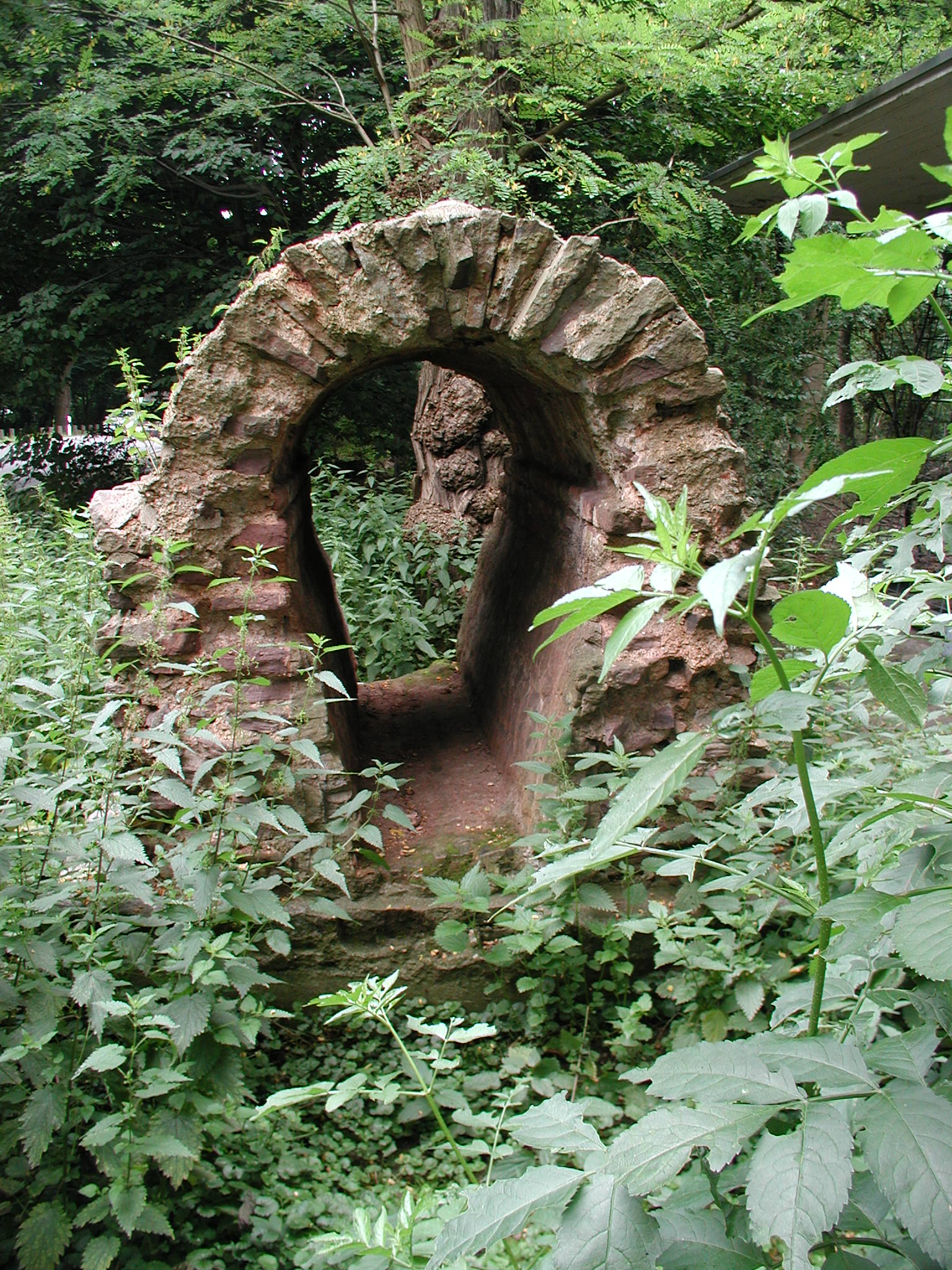
Teilstück der römischen Eifelwasserleitung nach Köln

Mit der Eroberung der römischen Provinz Niedergermanien und dem Einzug der Franken um 355 in die Römerstadt wandelte sich das Stadtbild durch die neuen Herren, die nun ihre ländliche Kultur auf einem zerstörten städtischen Wesen aufbauten.
Über die dann vom 5. Jahrhundert bis zum ausgehenden Hochmittelalter gebräuchliche Wasserversorgung der Stadt ist nichts überliefert. Neben der Wasserentnahme aus dem Rhein waren es zu dieser Zeit noch einige aus dem Umland in den Rhein fließende Gewässer wie der Duffesbach, aus denen sich die Bewohner Kölns mit Trink- und Brauchwasser versorgten. Insgesamt war die Wasserversorgung in der Folge wohl rückschrittlich und dürfte recht primitiv und beschwerlich gewesen sein. Schöpf- oder Ziehbrunnen, deren erste urkundliche Erwähnungen um 1130 in den Kölner Schreinsbüchern auftauchten, waren dann der Standard, der bis weit in die Neuzeit die Regel sein sollte. Sie wurden in Köln Pütze genannt.

### Mittelalterliche Brunnen

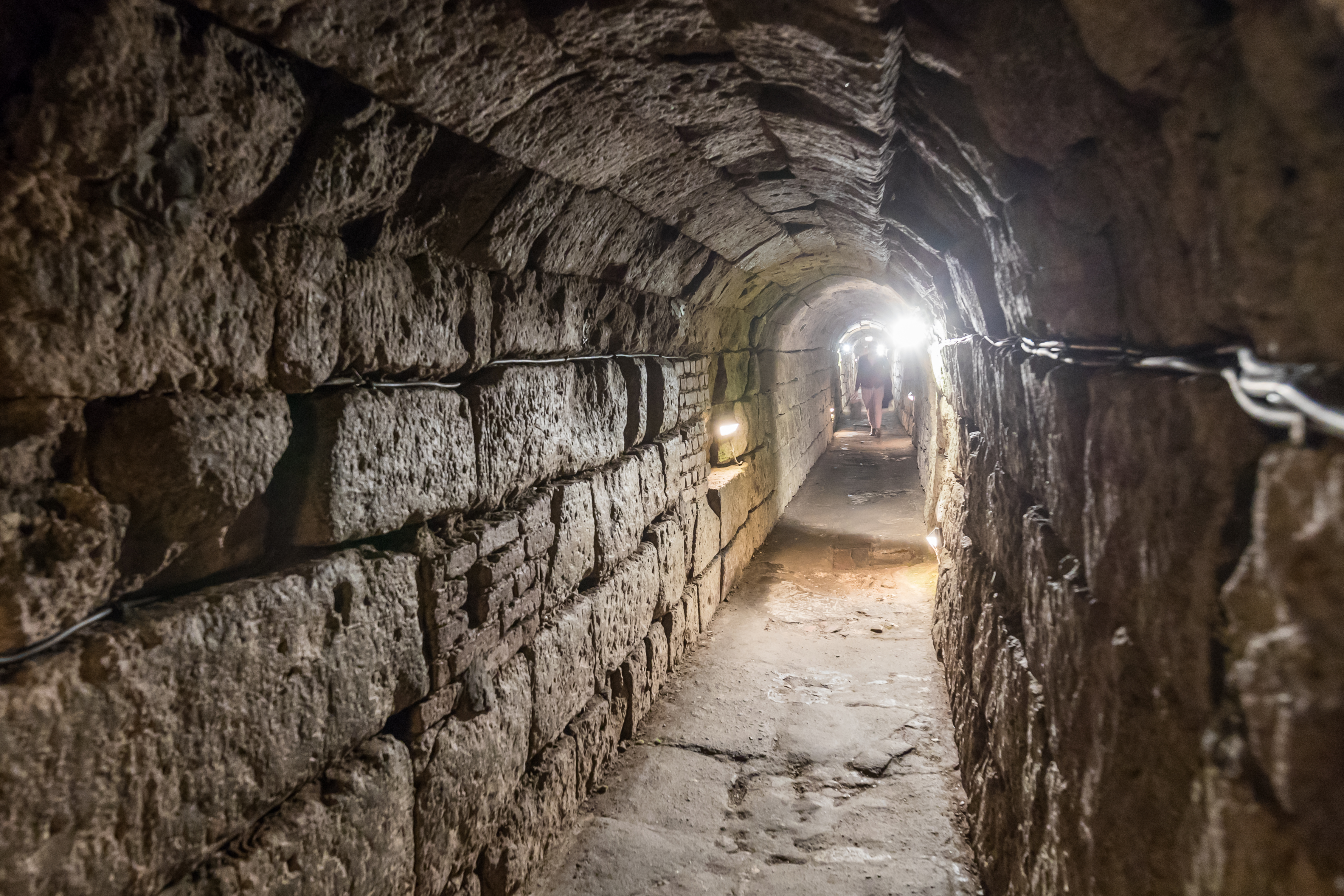
Römischer Abwasserkanal

#### Abwasser
Das vorbildliche System der Kölner Wasserentsorgung, welches den Bewohnern der Stadt nach dem Ende der römischen Zeit verblieben war, verfiel wohl schon in fränkischer Zeit. Auch einige noch heute vorhandene Teilstücke (Budengasse) waren nicht mehr benutzt worden und fanden ihren Ersatz durch die simple Ableitung der Abwässer aus den Häusern auf die in den meisten Fällen unbefestigten Straßen. Die in Köln als „Sode“ bezeichneten Rinnsale sammelten sich je nach Gefälle in so genannten stehenden Pfuhlen, oder fanden ihren Weg in den Rhein. Anfallende Fäkalien der häufigen Tierhaltungen verwandte man zur Düngung der Felder, und die menschlichen Exkremente schufen einen neuen Berufsstand. Es waren diejenigen, die in den Nächten die Latrinen der Häuser leerten und die Fracht ihrer gefüllten Transportbehälter im Rhein entsorgten. Der so zur Abfallentsorgung (andere am Rhein gelegene Orte verfuhren ebenso) dienende Rhein war zur Trinkwasserentnahme unbrauchbar geworden. Auch die wenigen Bäche, die die Stadt erreichten, wurden in der Regel gewerblich genutzt und wurden ebenfalls durch eingeleitete Abwässer verunreinigt. So übernahmen in der mittelalterlichen Zeit eine Vielzahl im gesamten Stadtgebiet angelegter Brunnen die Versorgung der Menschen und ihrer Haustiere.

#### Qualität des Brunnenwassers
Die Wasserqualität der Pütze war jedoch in vielen Fällen schlecht. Die Brunnen, die ebenfalls wie auch Sickergruben der Latrinen auf dem Hof standen, sowie die mit Unrat, Schmutz und Abfällen gefüllten zahlreichen Pfuhle, beeinträchtigten das Grundwasser und somit auch die Qualität des aus der Tiefe geschöpfte Brunnenwassers.
Die Anzahl der Pfuhle war hoch und sind noch heute als Straßennamen vorhanden. Viele dieser sumpfigen Teiche bildeten sich in den Gräben vor den ehemaligen römischen Stadtmauern. So zum Beispiel der Perlengraben und der alte Graben (Eintrachtstraße), der große Sumpf hinter dem heutigen Weidenbach, der Pfuhl an der Schnurgasse bei „Schallenbergs Weingarten“, der Pfuhl im Laach (= lacus), der Rinkenpfuhl, der „Cradepoil“ bei der „Schultheißgasse“ (Bezirk S. Peter), der Entenpfuhl, der Perlenpfuhl oder der Pfuhl am Ende der Thieboldsgasse.

#### Taufbrunnen

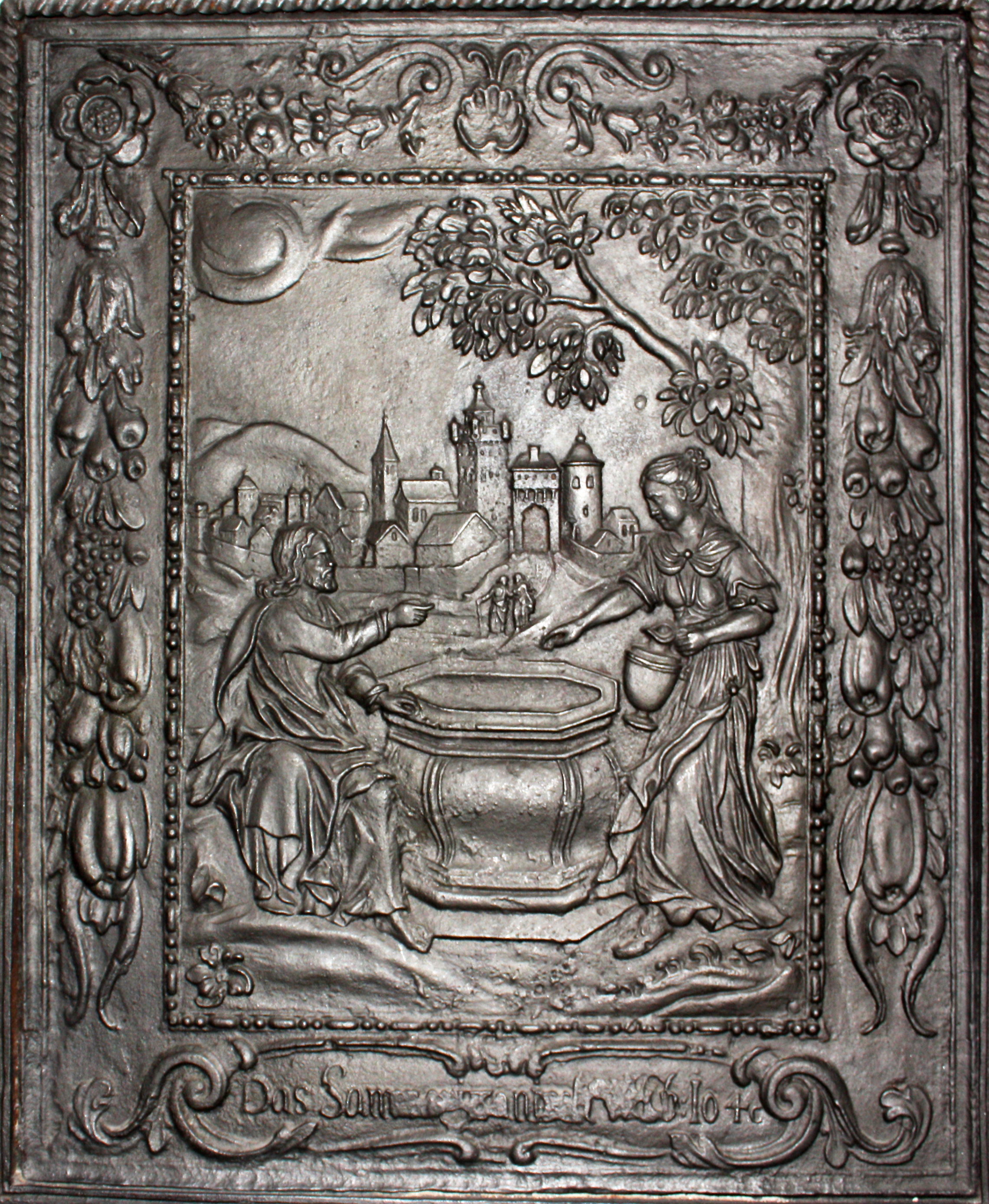
Jesus und die Samariterin am Brunnen (um 1625)

Die jüdische Geschichte in Köln geht urkundlich bis auf das Jahr 321 zurück. Das Leben dieser Bevölkerungsgruppe war mit ihren von alters her gelebten Traditionen ein fester Bestandteil des städtischen Lebens. Erst geraume Zeit später fasste der christliche Glauben auch Fuß im Rheinland, sodass Christen und Juden ihre Lehren aus dem alten Testament zogen. Ein markantes Beispiel dieser Brunnenform ist der „Blutbrunnen“ des Machabäerklosters, der der frühen Zeit der ausgeprägten Märtyrerverehrung in Köln entstammte. Eine gusseiserne Ofenplatte in der Kaminwand zur Kartäuserkirche war Teil eines barocken „Bibelofens“ aus der Zeit um 1625. Ihr Relief zeigt Christus und die Samariterin am Brunnen.

#### Puteum iudeorum
Aus dem Jahr 1270 stammt ein Dokument aus dem im Bezirk der Laurenz-Pfarre geführten Judenschreinsbuch, in dem bezüglich des Hauses eines Livermanus die Ortsangabe ad puteum iudeorum (Lateinisch puteus= Brunnen) am Judenpütz, verwendet wurde. In dem aus dem Lateinischen übersetzten Text heißt es:
Es sei bekannt sowohl den Zukünftigen als auch den Gegenwärtigen, dass Livermann, ein Jude aus Düren, ein neues Gebäude erstellt hat auf dem Platz, der an der Judengasse liegt nahe dem Durchgang, wo man zum Judenpütz geht gegenüber der Mar(s)porze
Im gleichen Zusammenhang wurde ein in der Nähe befindlicher Waschstein angeführt, eine lapis lavatorius, auf dem mit dem Wasser der dortigen Mikwe rituelle Totenwaschungen (Tahara) vorgenommen wurden. Das Dokument schließt mit der Datumsangabe:
geschehen im Jahre des Herren 1270 am nächsten Morgen des Tages des heiligen Severins (24. Oktober)

#### Ratsbrunnen
Die an den Stadttoren und Türmen errichteten Brunnen, sowie der des städtischen Schlachthauses waren dem Rat selbst unterstellt. Die durch diese Brunnen verursachten Kosten wurden von der Mittwochsrentkammer beglichen.

#### Trinkwasser der Bürgerschaft

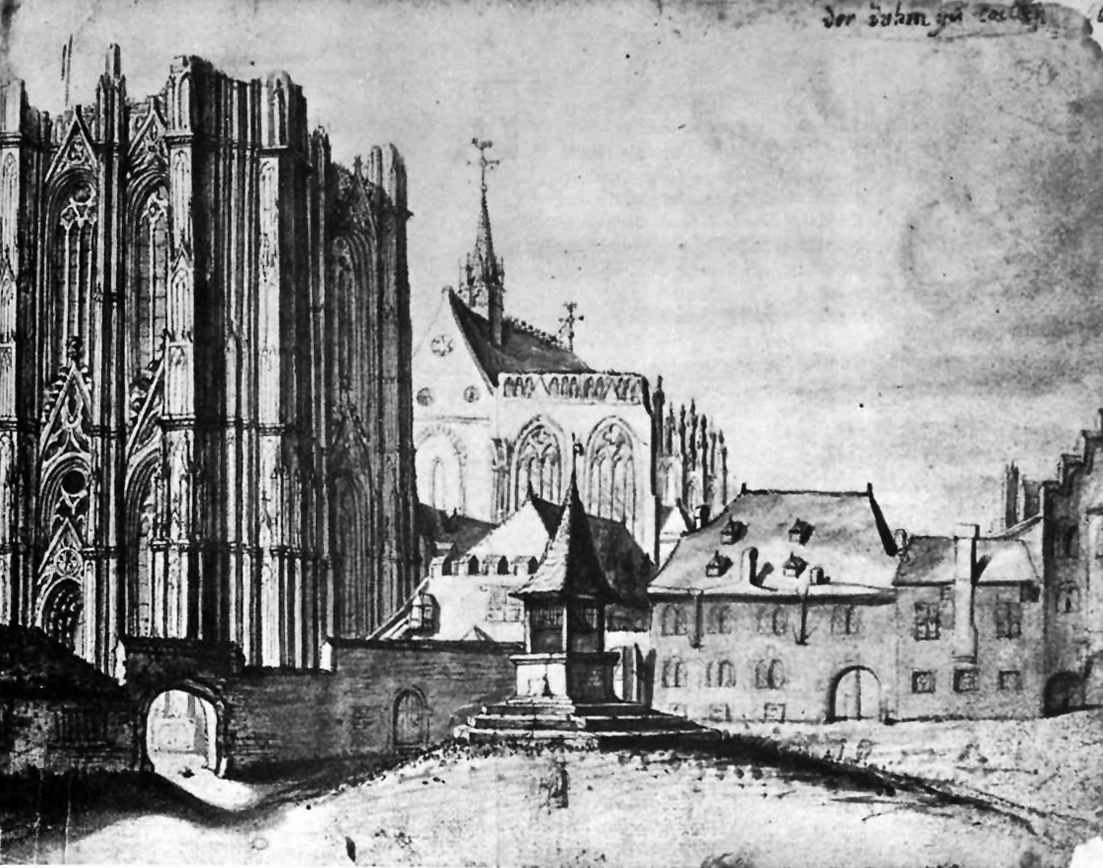
Ein bereits 1465 erwähntes Pützhaus am Dom

Die Wasserversorgung der Kölner Bevölkerung in mittelalterlicher Zeit erfolgte durch Ziehbrunnen. Über einer größeren Brunnenanlage erhob sich oftmals ein zu Wohnzwecken genutztes Gebäude, ein so genanntes Pützhaus. Kleinere dieser Anlagen standen erhöht auf einem steinernen Treppenpodest und wurden oftmals mit einem turmartigen Aufsatz versehen. Zwei Zeichnungen von Justus Finkenbaum (um 1665) zeigen solche Anlagen. Es ist ein Pützhaus auf dem Kölner Domkloster (der heutigen Domplatte), dessen Existenz (möglicherweise in einer anderen Bauform) schon 1465 erwähnt wurde, und ein weiteres neben der Kirche St. Maria im Kapitol.
Zu den Gerätschaften der in Kölner Mundart Pütz genannten Brunnen, gehörte eine Gabel mit einer Stange, deren Länge der Brunnentiefe angepasst war. Ein der Stange angehängter Eimer und eine das aus der Tiefe geschöpfte Wasser aufnehmende Wanne, die man in Köln nach wie vor „Bütt“ nennt, vervollständigten vorerst die anfängliche Ausrüstung. In späterer Zeit ersetzte man die Stangentechnik durch Seilwinden, denen Kettenwinden, auch Radpütze genannt folgten.

#### Gewerbe der Pützmacher
Der Bau der Brunnen und anfallende Reparaturen derselben hatten in Köln einem speziellen Berufsstand aufkommen lassen. Es war das Gewerbe der „Pützmacher“ (nicht zu verwechseln mit den Putzmachern), die in vielen städtischen Belegen angeführt wurden.

#### Brunnen und Brandschutz
Brunnen ergänzten abgelegene Fließgewässer auch als Löschwasserreservoir bei häufig auftretenden Bränden. Bei den bis in die Frühe Neuzeit verwendeten Materialien des Hausbaus (Holz, Fachwerk) war eine flächendeckende Anlage von Brunnen eine aus der Erfahrung gewachsene Notwendigkeit des Brandschutzes geworden.
Über einen eigenen Brunnen, in einem solchen Fall im Hof oder Garten, verfügten relativ wenige Häuser der Stadt. Durchweg hatten aber wohl Back- und Brauhäuser ihre eigenen Brunnen, worauf die Bestimmungen einer 1360 erlassenen Brandverordnung hinweisen. In dieser hieß es, dass im Brandfalle die Häuser der Bäcker und Brauer zu öffnen seien, um den Zugang zum „Pütz“ zu ermöglichen.

#### Brunnenrecht
Weitaus häufiger gab es in der Stadt so genannte Brunnengemeinschaften. Schloss sich eine größere Hausgemeinschaft, oder eine Gemeinschaft benachbarter Häuser zusammen, so konnte bei einer Mindestzahl von sieben „Zeugen“ eine Brunnengerechtsame erwirkt werden. In diesem Falle waren die anfallenden Kosten eines Neubaues, der Reparaturen und des Verschleißes, anteilig zu übernehmen.
Häufige Anwendung fand ein Brunnenbau zur gemeinsamen Nutzung der Bewohner zweier benachbarter Häuser, deren Eigentümer sich vertraglich über alle Modalitäten einigten. Verlor ein gemeinschaftlich genutzter Brunnen durch bauliche Veränderungen, etwa durch das Errichten einer Grundstücksmauer oder einer in Köln „Britz“ genannten Trennwand, den offenen Zugang, musste ein in seiner Breite vorgeschriebener Zugangsweg gebaut werden, der mit den vereinbarten Zugangsrechten in das Schreinsbuch des zuständigen Bezirks eingetragen wurde. Hatte das Brunnengrundstück ein verschließbares Tor, war in diesen rechtlichen Festlegungen der Schlüsselbesitz mit der alleinigen Übernahme der Reparaturkosten des Brunnens verbunden.

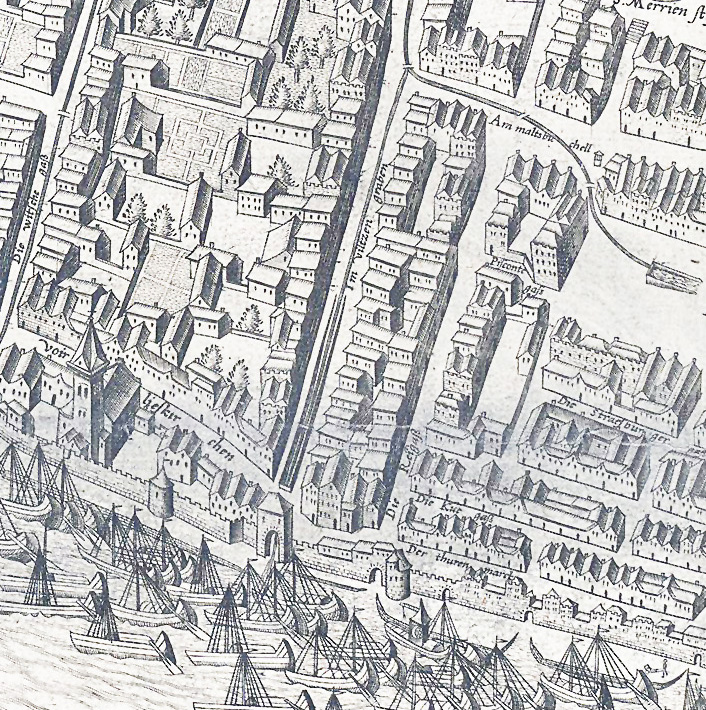
Ableitung Duffesbach zur Tränke Heumarkt

#### Erste Wasserleitungen
Um solcher Art Querelen auszuschließen, aber auch zu Vereinfachung und Minderung des Arbeitsaufwandes, baute man sich Zuleitungen. So hatten sich oftmals Häuser, zumeist aber Betriebe wie Backhäuser, Färber, Werkstätten und weitere mit hohem Wasserverbrauch, durch einen unterirdisch verlegten Kanal oder hölzerne Rinnen (Kallen) vom Brunnen her, ihre Wasserzufuhr erleichtert.
Auch in den natürlichen Lauf des Duffesbaches wurde eingegriffen, in dem man künstliche Ableitungen schuf. Dies verdeutlichen die Zeichnungen Arnold Mercators, der im Jahr 1571 die Stadt recht genau darstellte.

#### Viehtränken

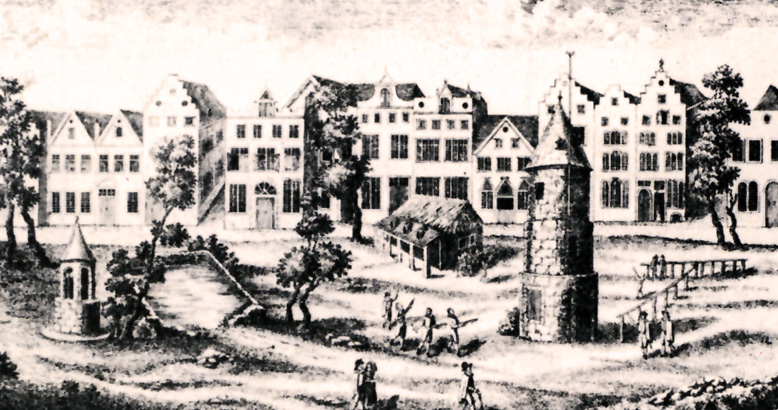
Neumarkt, Mühlenturm, Tränke und Brunnentürmchen im 16. Jahrhundert.

Eigens für das Vieh eingerichtete Tränken waren zumeist dort errichtet worden, wo auf größeren Plätzen oder breiten Straßen Viehmärkte stattfanden. Ihre Einrichtung diente aber auch den Reitpferden oder den vor Karren und Wagen gespannten Zugtieren. Die größeren solcher Art Tränken standen auf dem Alter Markt, dem Heumarkt, dem Waidmarkt in der Vorstadt Oversburg und dem Neumarkt des 16. Jahrhunderts. Weitere dieser Einrichtungen befanden sich auf dem „Gereonsdriesch“, vor dem „Spiegeler Hof“ auf der Machabäerstraße, auf dem Mauritiussteinweg am Marsilstein und auf dem Weidenbach. Vor der Stadt lag an der nach Bonn führenden Straße am Judenbüchel eine weitere Tränke.

#### Öffentliche Brunnen und Kostenträger
An der Straße stehende Brunnen, auch wenn sie zu einem Haus gehörten, konnten auch von der Nachbarschaft genutzt werden. Die öffentlichen Brunnen standen vermehrt an langen Straßenzügen, zu finden waren sie häufig im Winkel zweier Häuser, auf breiten Straßen oder Plätzen standen sie in der Mitte. Sie fanden sich aber auch in Sackgassen, die oft den Namen „Pützgässchen“ oder „Pützhof“ trugen. Auch der Name der heutigen Straße Klingelpütz, in der nördlichen Kölner Altstadt, ist in diesem Zusammenhang zu sehen. So heißt es in der Ortsbeschreibung im Jahr 1457:
.. und ist gelegen in der Spilergasse, wo man geht von dem Aldergraven zu dem Klyngelputze wärts, auf der Seite zu der Kapelle Unsers Herren Leichnam wärts mit der Hälfte des Pütz und mit den Häusern und Weingarten hinten mit allen ihren Zubehören.
Der Begriff „Öffentlich“ bezog sich auf die Einstufung als „Vizinalbesitz“ aus dem ein allgemeines Nutzungsrecht abgeleitet war, anfallende Kosten hatten jedoch die unmittelbaren Nachbarn zu tragen. Der Rat der Stadt übte die Oberaufsicht über die Straßenpütze aus und ordnete gelegentlich Revisionen an. Ein beauftragter „Tirmtmeister“ hielt bei festgestellten Mängeln die Nachbarn zum Notbau der Brunnen an. Erfolgten Klagen der Nachbarn, die einen unter ihnen als Verweigerer der Kostenbeteiligung bezichtigten, erfolgte die Pfändung des Beklagten. An den Rat gerichtete Bitten von Anwohnern, Steine oder Gerätschaften zum Brunnenbau zur Verfügung zu stellen, wurden vom Rat selbst in Notfällen abgelehnt. Dieser war in der „Schartgasse“ (Schoresgasse) eingetreten, in der im Jahr 1576 ein Brunnen eingestürzt war. Er verwies auf einen Präzedenzfall aus dem Jahre 1472, indem der Rat die Bürger auf die Reparaturpflicht der Nachbarn hingewiesen hätte und ein für alle Mal solche Gesuche abgelehnt habe.

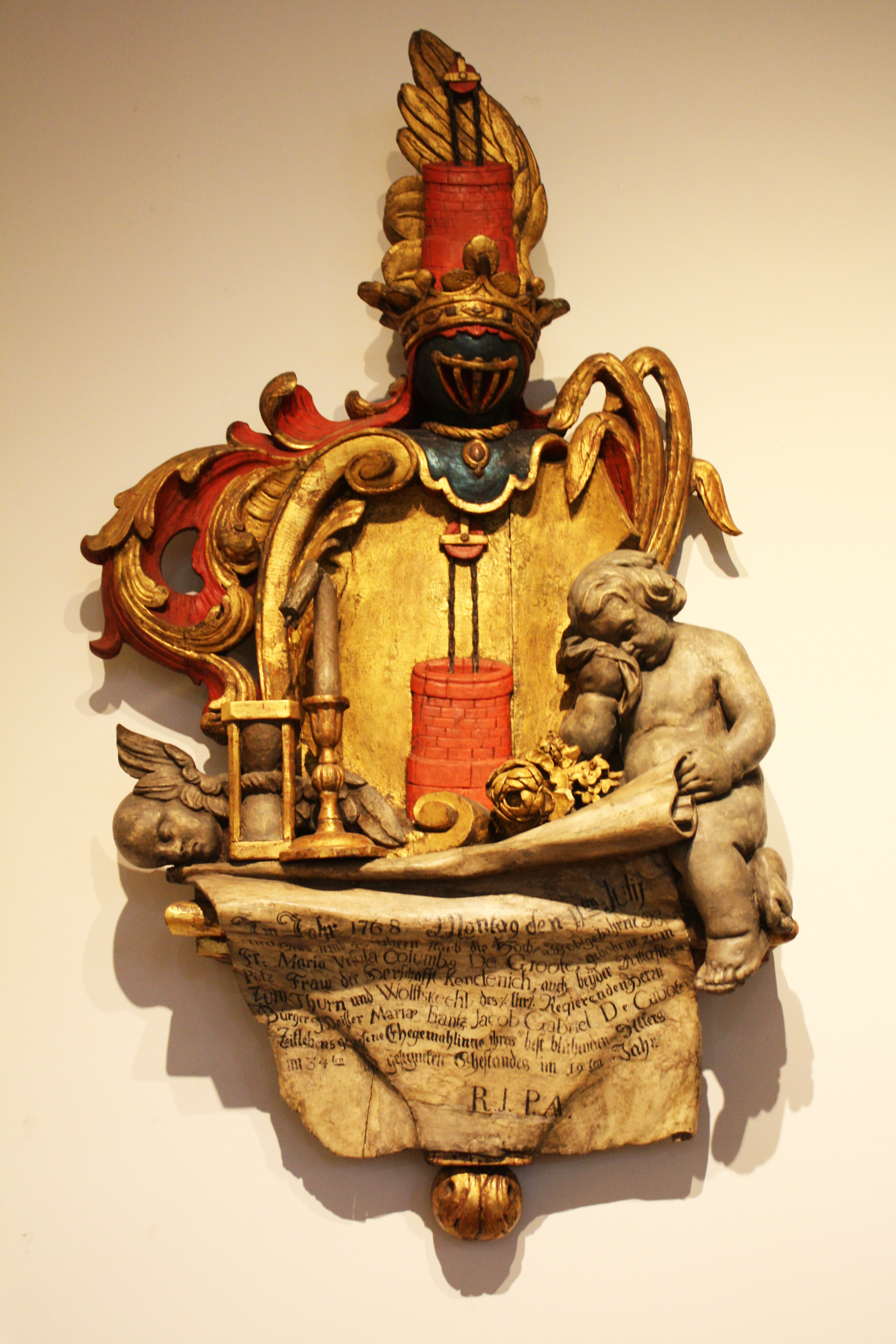
Gedenktafel der Maria de Groote geborene zum Pütz

### Brunnen als Namensgeber
Gesundbrunnen ist der Name zahlreicher deutscher Ortschaften oder Örtlichkeiten.
Der im Rheinland häufige Familienname Pütz verweist auf die unzähligen, ebenso genannten Ziehbrunnen der Städte in alter Zeit hin und hat seinen Ursprung in der lateinischen Sprache. Die Brunnen waren jedoch oftmals der Namensgeber eines Brunnenanwohners oder des Besitzers eines solchen. Die Familie der Ehefrau des Kölner Bürgermeisters von Groote, eine geborene Maria von und zum Pütz, führte in ihrem Wappen die Darstellung eines Brunnens. Noch heute findet sich die Bezeichnung Pütz als Synonymie in Familien- und Straßenbezeichnungen wieder (Pütz, zum Pütz, Pützgasse, Klingelpütz, und Pützchens Markt). Ein früher Unterbezirk des Schreins der Pfarre St. Peter war der Pützhof am Griechenmarkt, südlich des Kölner Neumarktes.

### Neuzeitliche Brunnentechniken
Die Gedenktafel der Maria von Groote zeigt recht deutlich die zur Barockzeit verwendete Technik eines Flaschenzugs. Es war die modernere Form der bisher üblichen, mit Winden ausgerüstete „Radpütze“, bei denen ein Eimer an einem Strick (noch später Kette) hinunter gelassen wurde und dann gefüllt per Rad oder Walze nach oben gezogen wurden. Erst in späterer Zeit, mit der 1745 entwickelten Saugpumpe, ersetzte man nach und nach diese Technik.

### Brunnen der Neuzeit

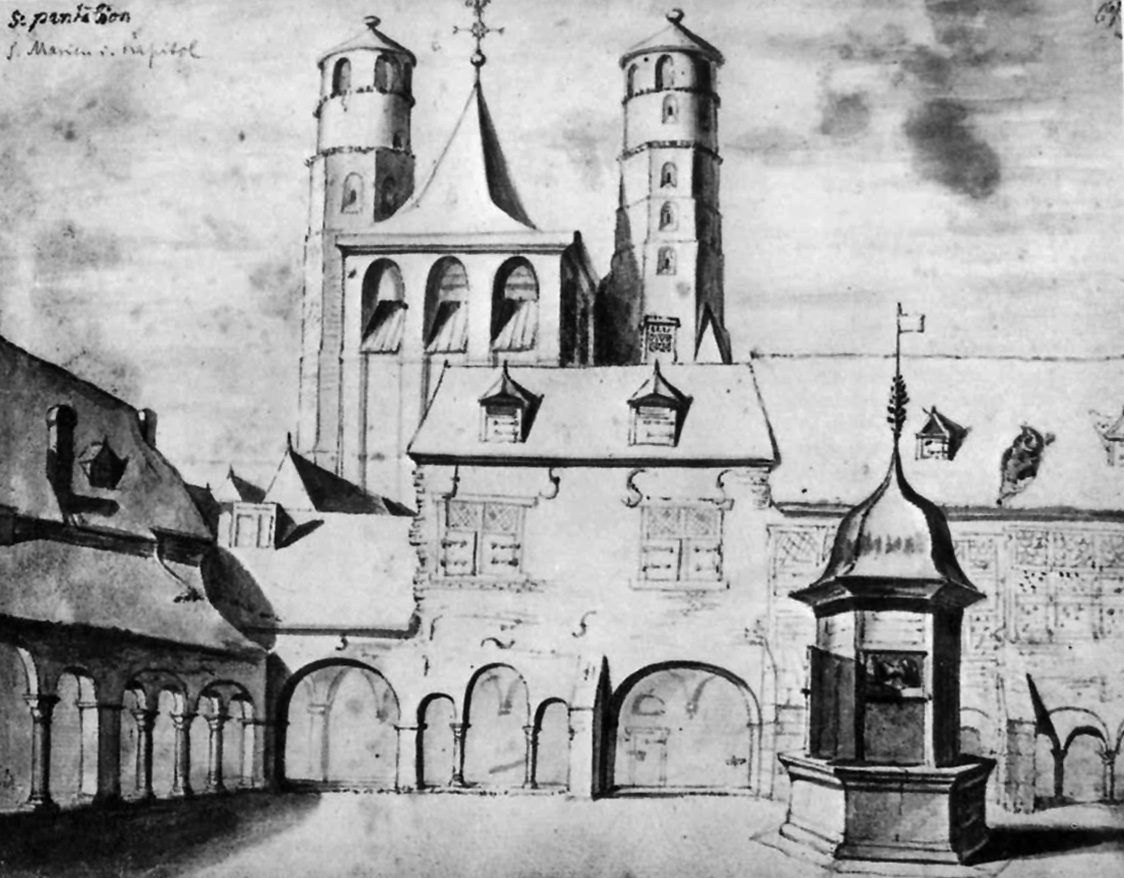
St. Maria im Kapitol und Brunnenanlage um 1665

Die Darstellungen von Justus Finkenbaum aus der Zeit um 1665 zeigen bereits einen ersten Ansatz, der die Abkehr von einer reinen zweckbestimmten Konstruktion der Brunnen aufzeigt. Gleichwohl werden diese Beispiele nicht die Regel für alle Anlagen gewesen sein.
Die Abbildungen zeigen auf einer die Brunnen umgebenden Balustrade aufgebrachte Turm- oder Kuppelaufbauten, die mit einer zusätzlich zierenden Bekrönung ausgestattet worden waren. Sie hoben die Bauwerke hervor und ließen die so geschmückte Brunnen zum Blickfang und Mittelpunkt eines Hofes oder Platzes im öffentlichen Leben der Stadt werden.

#### Ende der Ziehbrunnen
Am 4. September 1867 legte der Kölner Dombaumeister Richard Voigtel das Brunnenprojekt für den Petrusbrunnen dem Oberpräsidenten der Rheinprovinz vor, der es am 17. September 1867 genehmigte. Zuvor hatte Kaiserin Augusta die Finanzierung der Baukosten als Stiftung übernommen. Die Petrusstatue stammte von Dombildhauer Peter Fuchs, sie stand in einem Wasserbecken von 7,50 Meter Durchmesser. Im Mai 1870 war das Bauwerk zu Füßen des Kölner Doms am Randbereich des Alten Botanischer Gartens am Ostchor (Rheinseite) errichtet worden. Der am ehemaligen Standort der niedergelegten Kirche St. Maria ad gradus (1817) erbaute Brunnen war der erste, zu rein repräsentativen Zwecken errichtete Zierbrunnen der Stadt. Der Brunnen stand auf dem niedrigeren Niveau des Frankenplatzes; er wurde von den Unterbauten der Treppenläufe und der Terrasse architektonisch gerahmt.
Der Bau dieses Brunnens fiel in die Bauzeit des ersten Kölner Wasserwerkes, das nach einer dreieinhalbjährigen Bautätigkeit an der „Alteburg“ im Jahr 1872 in Betrieb genommen wurde. Bis zu dieser Zeit waren, ausgenommen die Wasserversorgung durch den aus Hürth kommenden Duffesbach, in Köln 250 öffentliche, sowie etwa 500 private Brunnen in Betrieb und versorgten die Bevölkerung mit Trink- und Brauchwasser.
Der Petrusbrunnen blieb bis 1969 an diesem Standort im Osten des Domes. Im Rahmen der Neugestaltung der Domplatte musste er im Herbst 1969 umziehen und stand danach zwischen Dom-Sakristei und Domchor (Richtung Bahnhofshalle). 1999 wurde er dann zwecks Restaurierung abgebaut. Auf der „Papst-Terrasse“ (südliches Seitenschiff des Doms) wurde er nunmehr auf das Niveau der Domplatte angehoben und am 3. Juli 2010 eingeweiht. Sein Spitzname „Drüje Pitter“ („trockener Peter“) kam zustande, weil der Brunnen nach seiner Installation 1870 überaus selten Wasser führte.

### Thermalbrunnen und Heilwasser

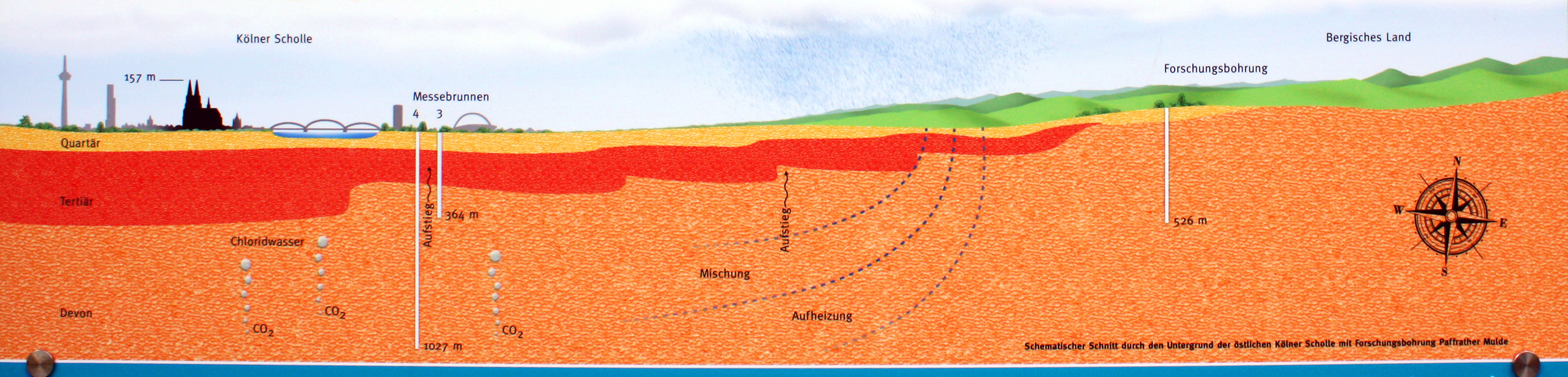
Bohrungen der Messebrunnen, Schaubild

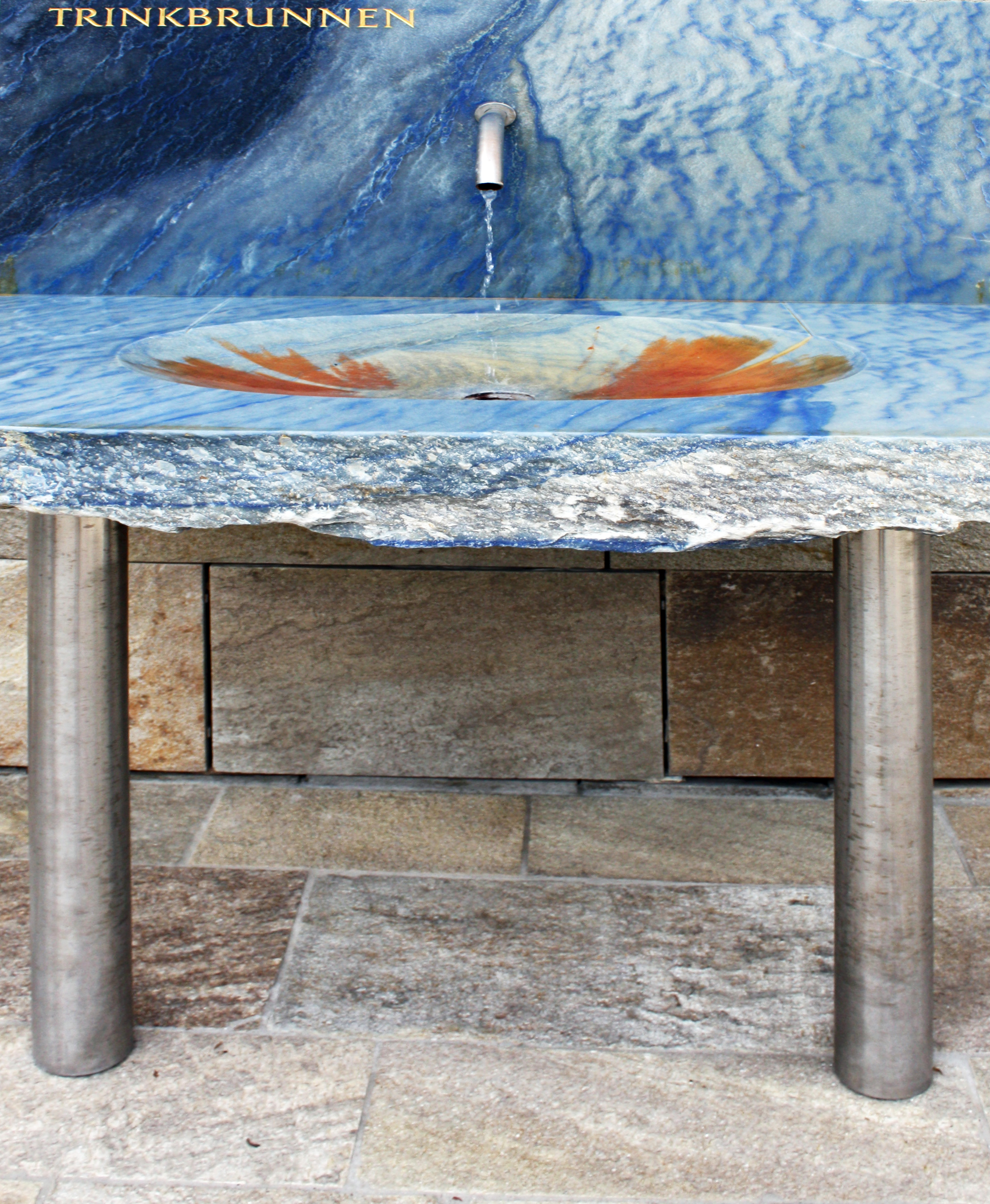
Trinkwasserbrunnen vor der Claudius-Therme, Köln-Deutz

Auf der Suche nach Trinkwasser wurde man bei einer 1912 durchgeführten Bohrung in Köln-Stammheim in 70 Meter Tiefe fündig. Es handelte sich allerdings um kohlensäure- und chloridreiches Mineralwasser. In der Folge kam der Gedanke auf, die Stadt könne zu einer Art Kurbad werden.
1931 wurde unter Oberbürgermeister Konrad Adenauer auf dem Messegelände der 251,40 Meter tiefe Messebrunnen I gebohrt. Aus diesem konnte dann ein mineralhaltiges Wasser gefördert werden. Das Mineralwasser wurde in einer Tiefe von 235 m erschlossen. Die Bohrung des Messebrunnens II blieb jedoch in ihrer Ergiebigkeit bedeutungslos. 1932 wurden beide Quellen als gemeinnützig im Sinne des §1 des Quellschutzgesetzes vom 14. Mai 1908 erklärt, ein Heilquellenschutzgebiet wurde entgegen den Vorschlägen der Gutachter jedoch nicht errichtet. Aufgrund von Korrosionsschäden der Verrohrung beider Brunnen musste man im Jahr 1959 eine umfassende Sanierung der Bohrlöcher vornehmen, ohne jedoch bei der Erhöhung der Förderleistung entsprechende Erfolge zu erzielen. Daraufhin entschloss man sich zu einer Neubohrung, 50 m vom Messebrunnen I entfernt. Die dann in den Jahren 1961 und 1962 mit besserer Technik erreichten 364 Meter Tiefe des Messebrunnens III brachte dann bis zu 200 m³/h thermales kohlensäurehaltiges Natrium-Chlorid-Wasser. Auch mit einer schon verausgabten Summe von einer halben Million DM Kosten war das Ziel, auf ein Grundwasserreservoir mit höheren Wassertemperaturen zu stoßen, nicht erreicht worden, sodass der Rat der Stadt die Arbeiten zur Erschließung einer Thermalquelle einstellen ließ. Die Stadtverwaltung ließ jedoch, zunächst ohne den Rat zu informieren, später weiterarbeiten. Um 1967 wurde dann unter großen technischen Anstrengungen der Messebrunnen IV mit einer Tiefe von 1027 Meter erfolgreich abgeteuft. Um den Zufluss von kaltem Wasser aus dem oberen Partien der Bohrung zu unterbinden, wurde das Bohrloch bis in eine Teufe von 724 m mit einer Stahlverrohrung abgedichtet. Aus der Bohrung IV wurde nun eine Natrium-Chlorid-Therme mit einer Temperatur von 28,5 °C gefördert. Mit diesem im Vergleich zu anderen deutschen Thermalbädern (Aachen 74 °C, Wiesbaden 66 °C.) eher mäßigen Wert wurden aber die Mindestanforderungen an Thermalwasser (Temperatur > 20 °C) erfüllt. Das Thermalwasser ist an devonische Kalk- und Dolomitsteine gebunden, die im Bergischen Land Niederschlagswässer aufnehmen. Das versickernde Wasser zirkuliert entsprechend dem hydraulischen Gefälle in Richtung Rhein, erwärmt sich entsprechend der geothermischen Tiefenstufe und nimmt dabei gelöste Mineralien und freies Kohlenstoffdioxid (bis 2000 g/l) auf.
So wurde dort, wo schon zur Bundesgartenschau 1957 das geförderte Heilwasser eines Gesundbrunnens den Besuchern angeboten wurde, nach einer dreivierteljährigen Bauzeit im Januar 1971 in der nordöstlichen Ecke des Rheinparks, an der Sachsenbergstraße, ein Thermalbad eröffnet. 1975 erfolgte die staatliche Anerkennung der Quelle als Heilquelle, da ihr Wasser neben Kochsalz neun weitere Mineralien enthält. Das unter privater Leitung stehende dreigeschossige Gebäude brannte im August 1986 bis auf die Grundmauern nieder. Der nach vielen Jahren neu erbauten Anlage am gleichen Ort, der heutigen „Claudius-Therme“, stehen für ihren Thermalbetrieb die Messebrunnen III und IV zur Verfügung.

### Gärten und Wasseranlagen
Zwischen 1827 und 1828 entstand als erste geplante Grünanlage der Stadtgarten (Köln) nach einem Parkentwurf von Jakob Greiß. Neben Adolf Kowallek, der als neuer Kölner Gartendirektor 1888 die Planung des Grüns in der Kölner Neustadt übernahm, war es Fritz Encke (1861–1931), der viel für Kölner Grünanlagen und Volksgärten bewirkte. Auch der etwa 4 Hektar große Aachener Weiher im Inneren Grüngürtel wurde 1924 durch Fritz Encke geschaffen. An ihm liegt heute das Museum für Ostasiatische Kunst mit seinem traditionell gestalteten Wassergarten.
Das in Schumachers Planung enthaltene Projekt „Äußerer Grüngürtel“, in dem neben kleineren Wasserflächen auch der Adenauer- und der Decksteiner Weiher entstand, wurde 1929 nach Überarbeitung des Gesamtplanes durch Theodor Nußbaum (Gartenamt) von Fritz Encke abgeschlossen. Encke, der tatkräftige Unterstützung durch Kölns Oberbürgermeister Konrad Adenauer erhielt, schuf zahlreiche Kölner Plätze, die auch in heutiger Zeit oft mit Brunnenanlagen bekannter Künstler verziert sind. Der 1863 durch Peter Joseph Lenné geschaffene Botanische Garten, die Flora in Köln-Riehl, steht mit seinen vielen harmonisch in die Anlage integrierten unterschiedlichen Wasserspielen exemplarisch für die Kunst der Gartenarchitektur damaliger Zeit.

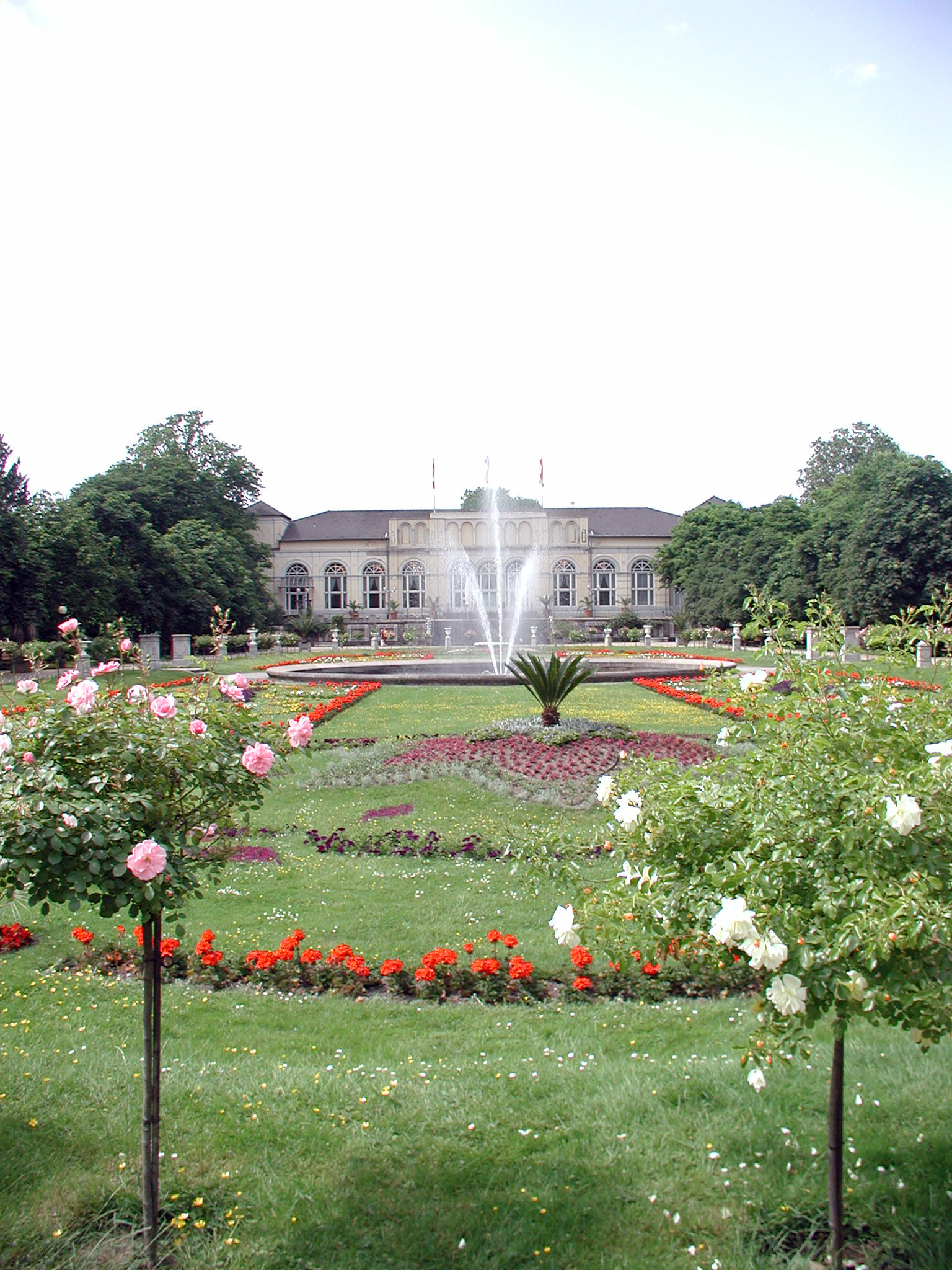
Botanischer Garten (Flora)
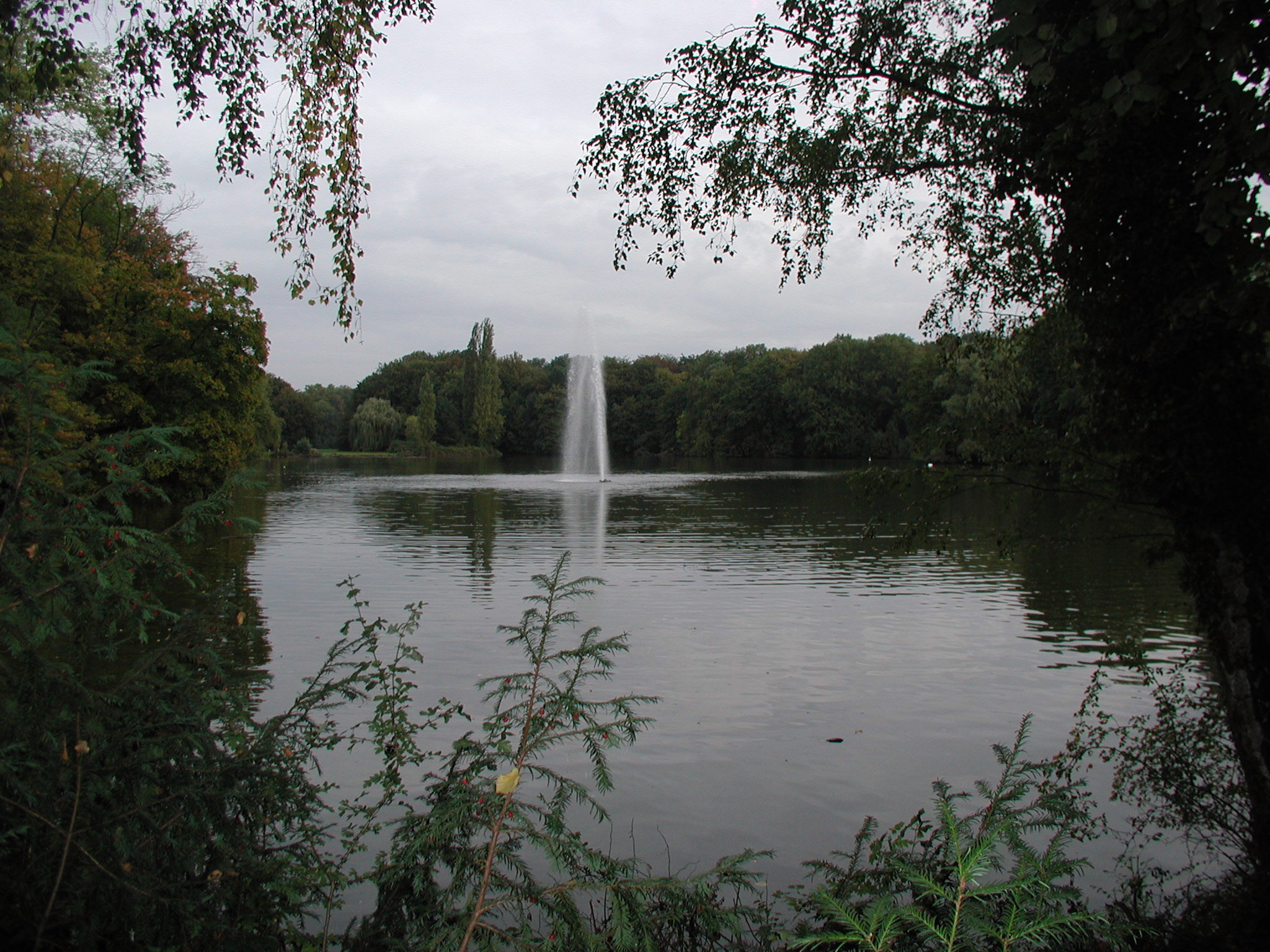
Stadtwaldweiher
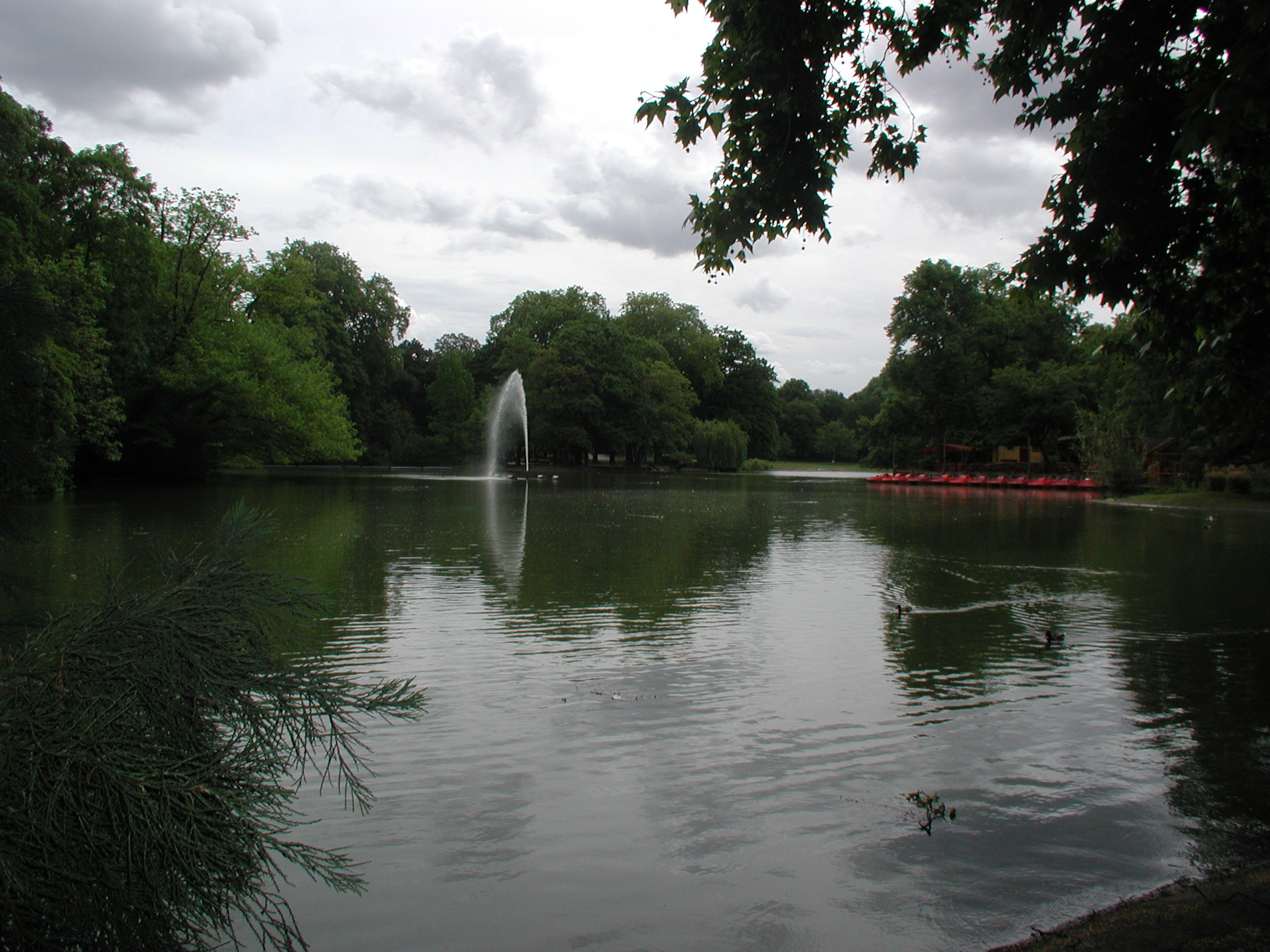
Wasserspiel Volksgarten
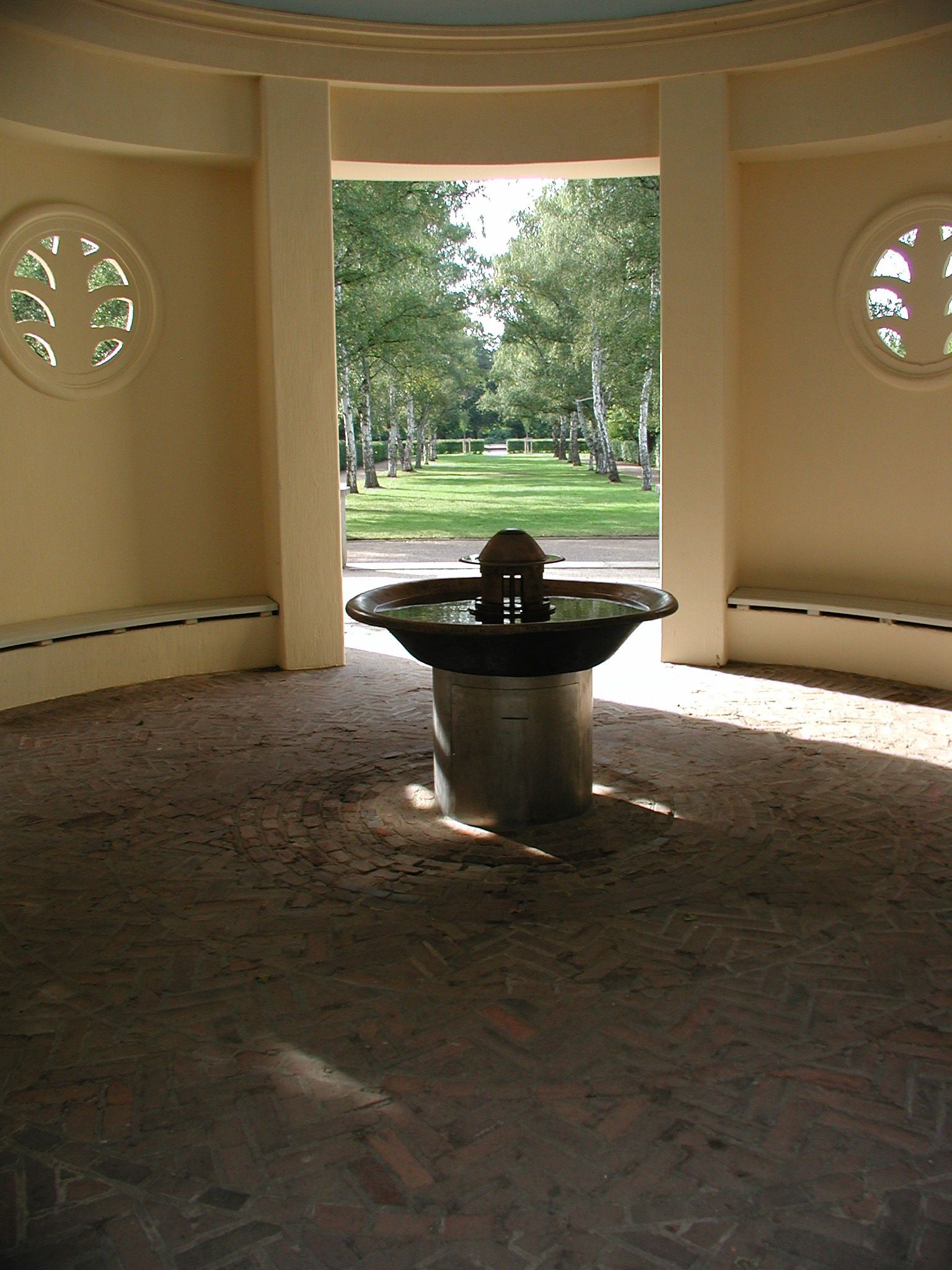
Fritz-Enke-Park

So wie in diesem Stadtteil wetteiferten auch andere Vororte mit neuen Anlagen. Im neuen Stadtteil Köln-Lindenthal wurde nach Plänen des Gartenarchitekten Maximilian Friedrich Weyhe (1775–1846) inmitten des in den Jahren 1895 bis 1898 entstandenen Kölner Stadtwaldes ein Weiher angelegt. Der heute mit mächtiger Wasserfontäne ausgestattete Weiher wurde wie auch der ebenfalls mit einem Wasserspiel versehene, in der Kölner Südstadt gelegene Volksgarten durch Gartendirektor Adolf Kowallek vollendet.
Der Kölner Rheinpark ist ebenfalls mit Brunnen versehen worden. Ein erster Park entstand dort 1912 nach der Schleifung des inneren Festungsrings im rechtsrheinischen Kölner Grüngürtel. Seine heutige Form erhielt er durch Gartenbaudirektor Kurt Schönbohm für die Bundesgartenschau 1957. 1964 entstand der Forstbotanische Garten. Der Park, im südlichen Rodenkirchen gelegen, ist heute etwa 25 Hektar groß und in seinem Zentrum mit einer schönen Wasseranlage ausgestattet.
Die Anlage des Naherholungsgebietes Fühlinger See 1967 im äußersten Norden der Stadt und das jüngste künstliche Ziergewässer, die Anlage am MediaPark, sind die Fortführung städtischer Grün-Politik, wie sie durch den von Adenauer berufenen Stadtplaner Fritz Schumacher in den Jahren 1919 bis 1922 praktiziert worden war.

### Plätze und Zierbrunnen

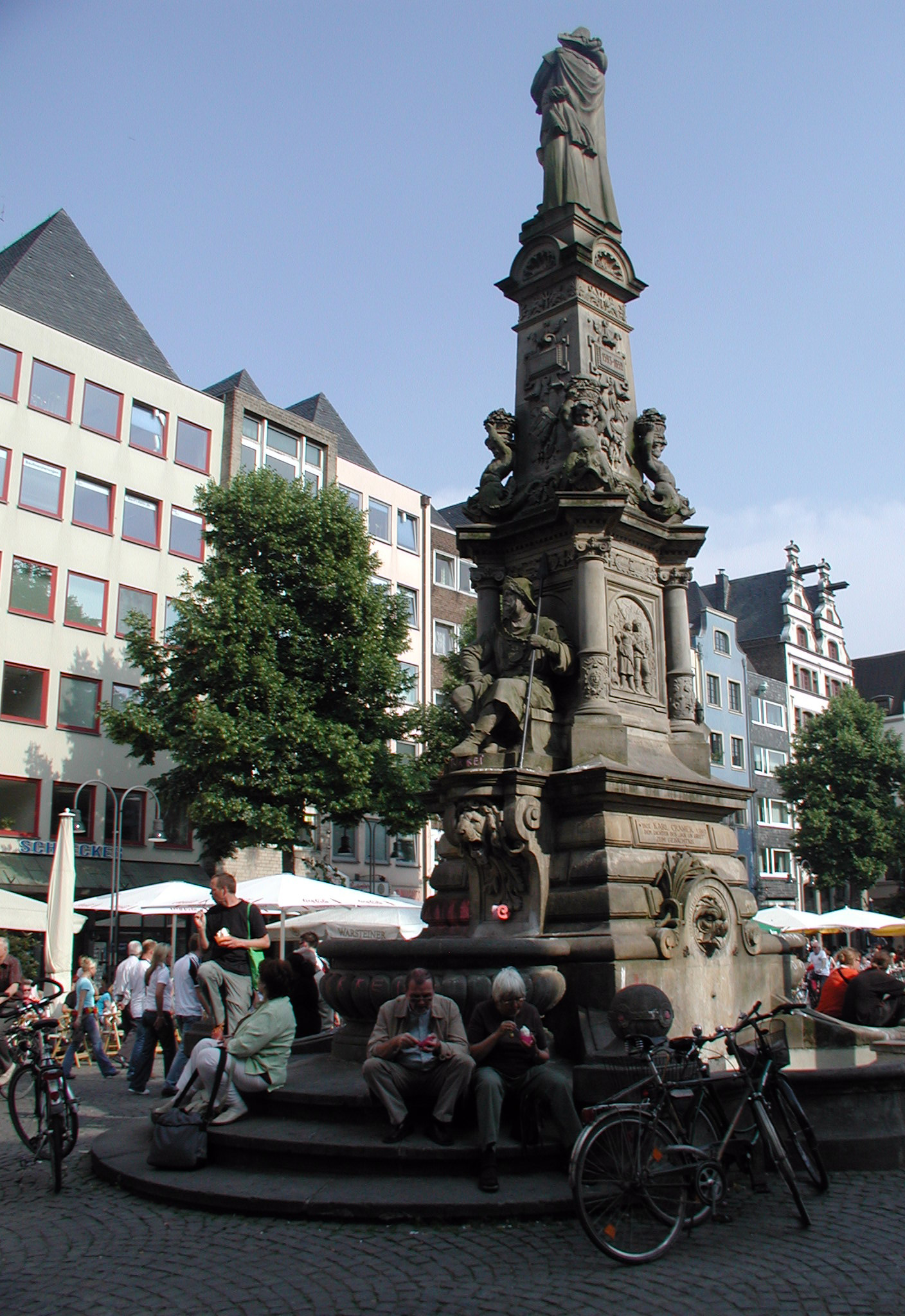
Jan-von-Werth-Brunnen, Alter Markt

Wohl auch infolge der Industrialisierung, etwa seit dem Ende des 19. Jahrhunderts, begann auch in Köln die Zeit der Zierbrunnen-Architektur. Die Stadtmauer fiel, Stadtbaumeister Stübben plante und realisierte unter Kölns Bürgermeister Hermann Becker an den neuen Ringstraßen Plätze und teilweise üppige Grünanlagen, im nördlichen Teil auch mit Brunnen. Doch auch die Innenstadt wurde mit neuen Brunnen ausgestattet. Einige dieser Anlagen, die häufig Mittelpunkt eines Platzes oder Kern einer architektonisch gestalteten Grünanlage waren, sind noch heute erhalten, so beispielsweise der bekannte Jan-von-Werth-Brunnen (1884) auf dem Alter Markt, der Hermann-Joseph-Brunnen (1894) am Waidmarkt und der Heinzelmännchen-Brunnen (1899) Am Hof.
Eine Renaissance des Zierbrunnenbaus erlebte Köln erst wieder in den 1960er bis 1980er Jahren.

### Namhafte Künstler
- Wilhelm Albermann (1835–1913) • Franz Brantzky (1871–1945) • Ewald Mataré (1887–1965) • Gerhard Marcks (1889–1981) • Georg Grasegger (1893–1927) • Eduard Schmitz (1897–1965) • Karl Band (1900–1995) • Joachim Schürmann (1926–2022) • Hans Karl Burgeff (1928–2005) • Heribert Calleen (1924–2017)

### Ehemalige Brunnen der Kaiserzeit
- Der zentrale, nach Friedrich I. benannte Barbarossaplatz, auf den sternförmig die Straßen zuliefen, war in seiner Mitte mit einer recht großen von Bäumen und Laternen umstandenen Brunnenanlage ausgestattet worden. Das riesige runde Becken war innerhalb eines zur Platzfläche hin errichteten Gitterzaunes von einem schmalen Grünstreifen mit Blumenrabatten umgeben. Aus dem Becken erhob sich eine mächtige, mehrstrahlige Fontäne.

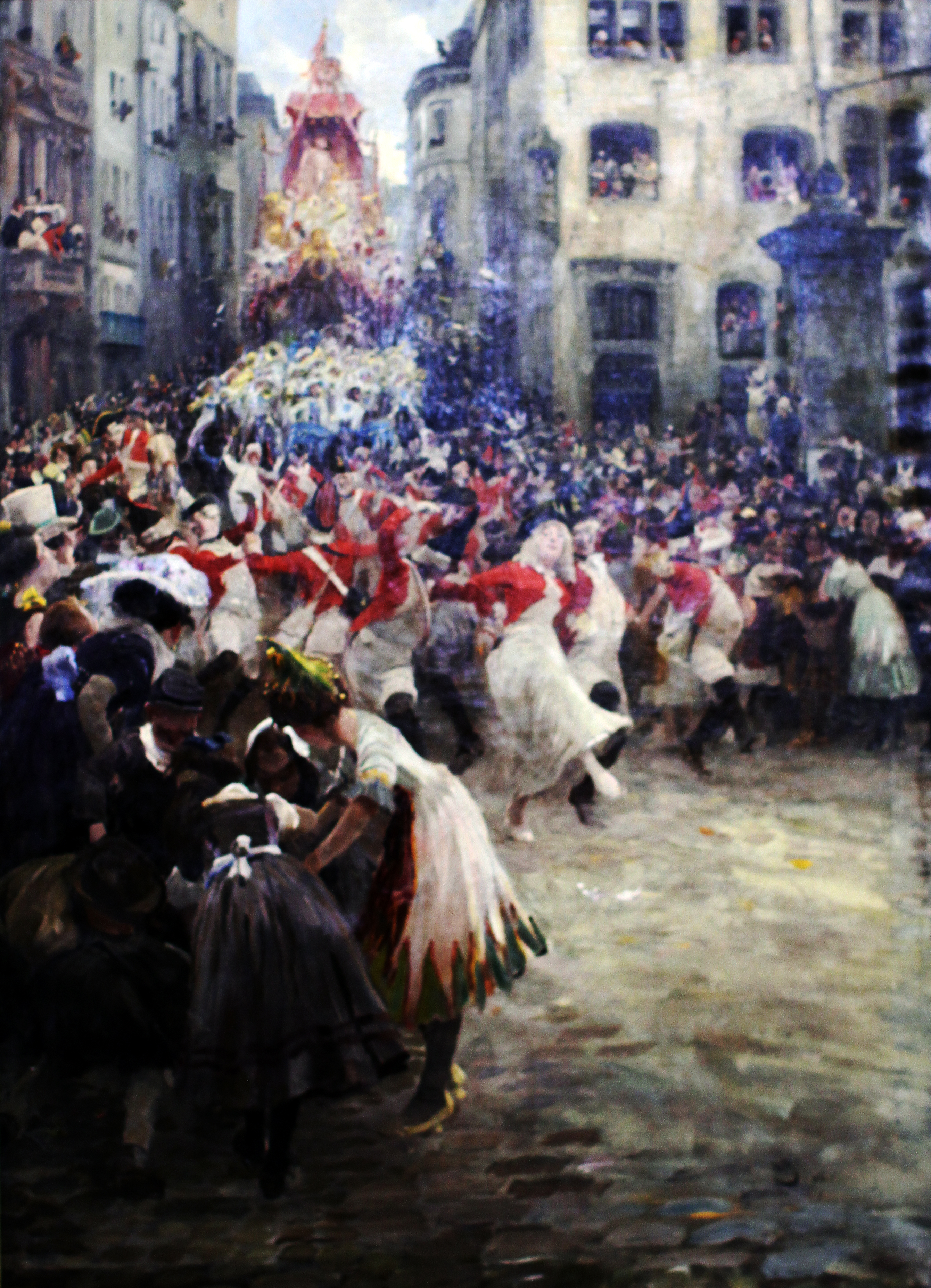
Rosenmontagszug vor dem Brunnen am Kölner Marsplatz (1906)
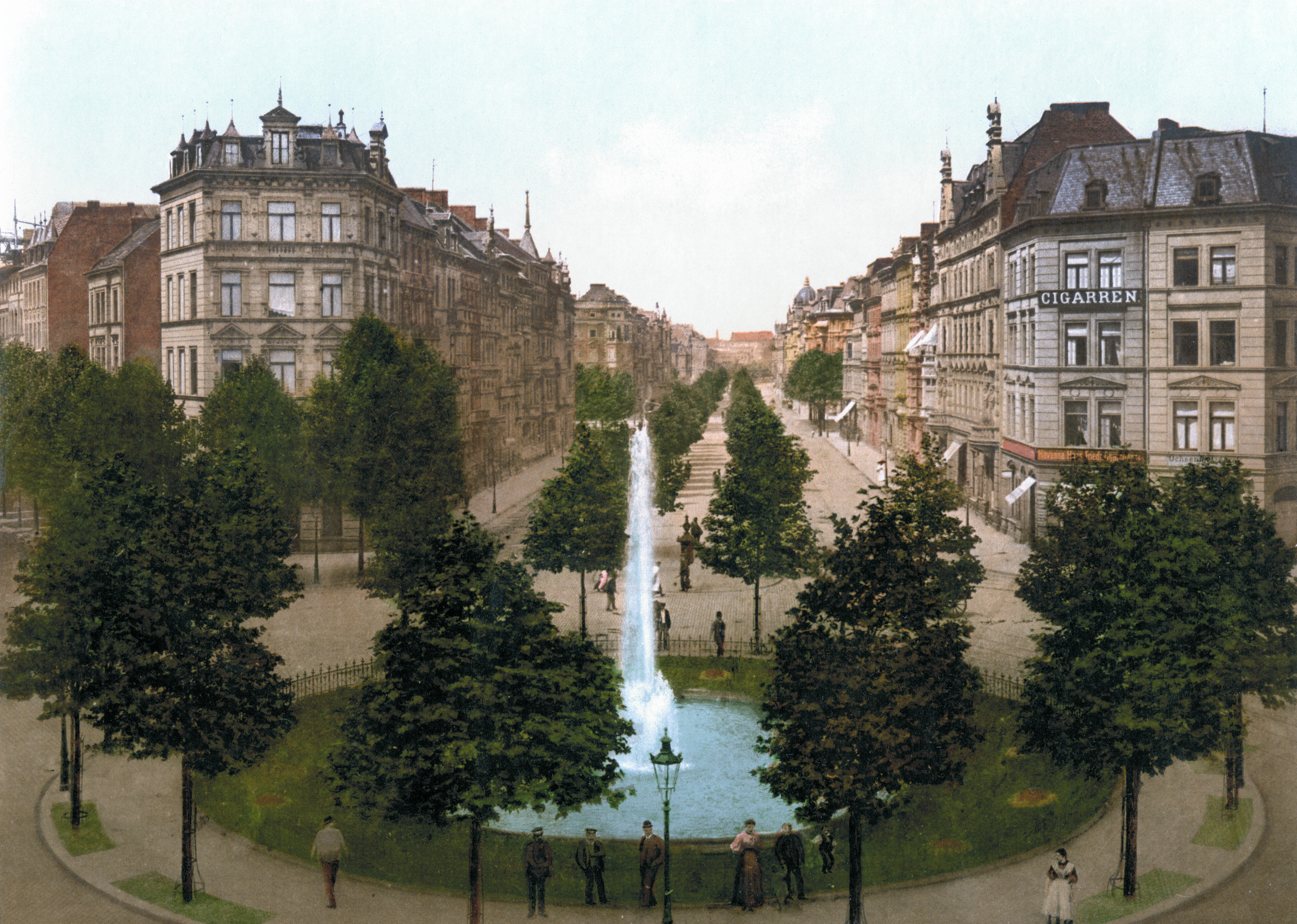
Hohenstaufenring, Barbarossaplatz
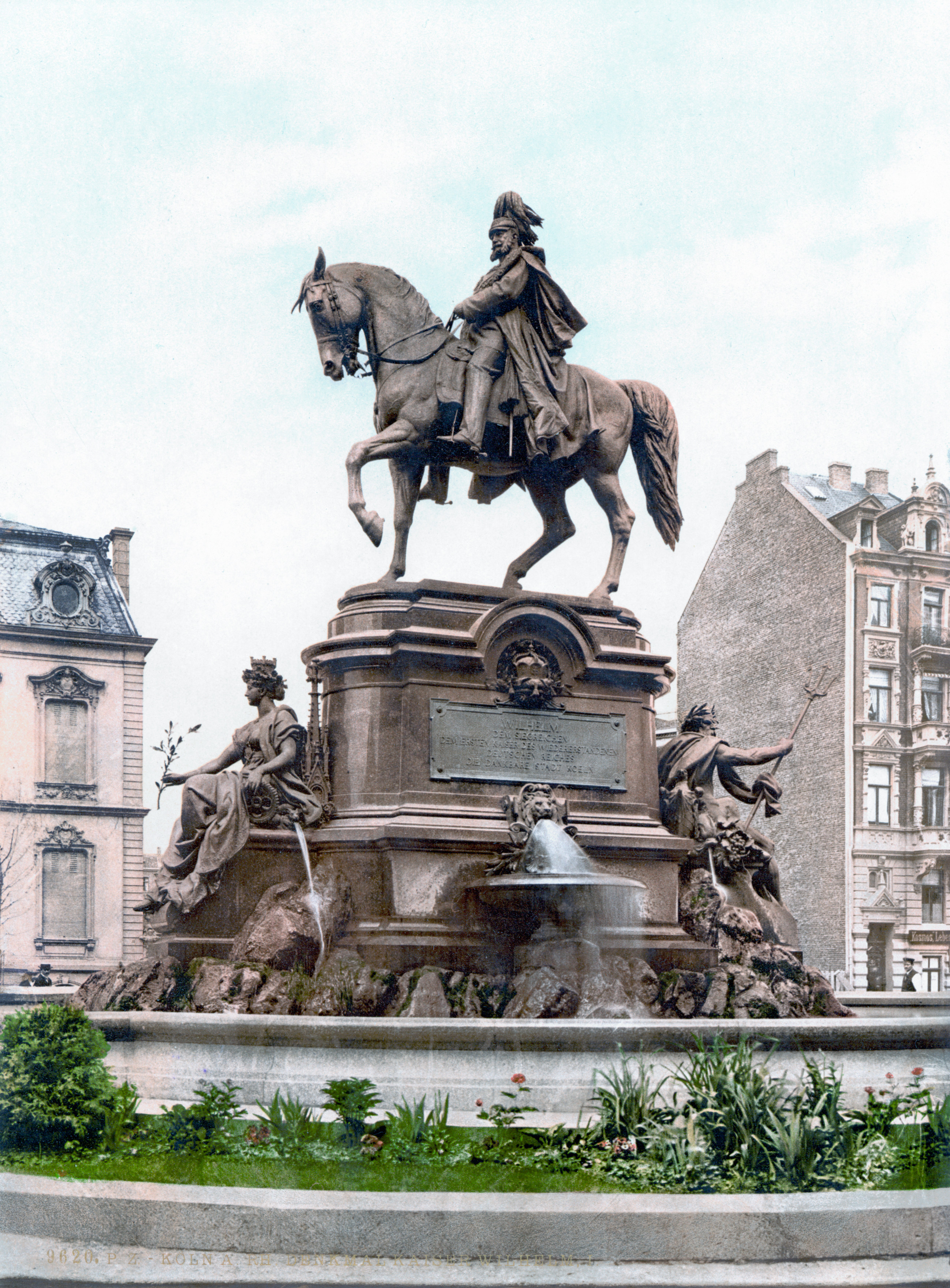
Kaiser-Wilhelm-Brunnen
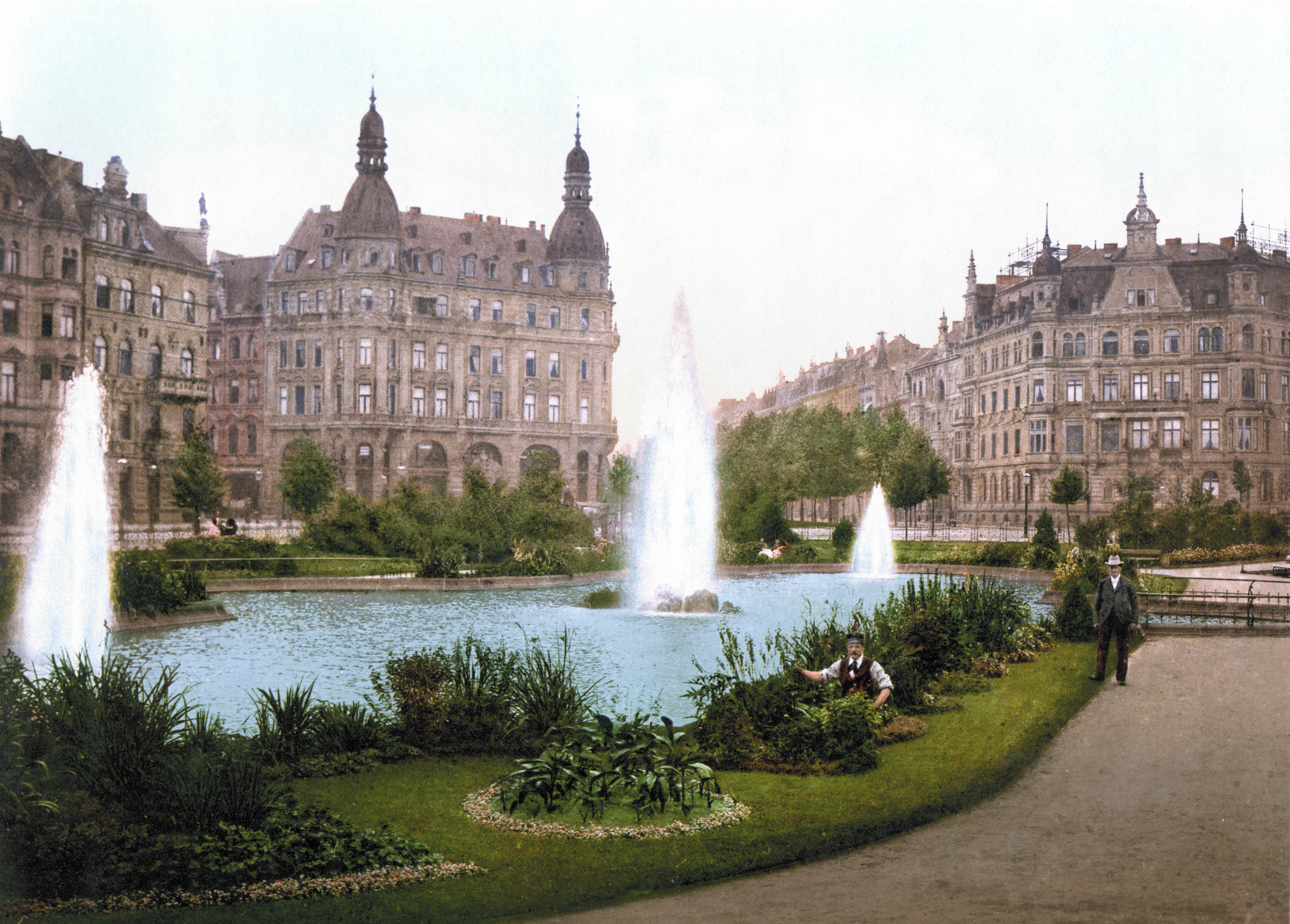
Brunnenanlage Deutscher Ring

- Der während des Zweiten Weltkriegs auf dem Kaiser-Wilhelm-Ring zerstörte Kaiser-Wilhelm-Brunnen war 1897 nach einem Entwurf von Richard Anders errichtet worden. Aus einem großen Wasserbecken erhob sich auf einem Sockelunterbau aus Lavastein das Standbild des in Siegerpose, mit offenem Reitermantel und Generalsuniform einreitenden Kaisers. Die aus rötlichem Granit gearbeiteten Seiten des Brunnenstocks waren unterhalb des Reiters mit Figuren bestückt worden. Die Vorderseite zierte eine sitzende weibliche Figur, die zum Zeichen des Sieges einen Lorbeerkranz hielt und eine Krone in der Form der ehemaligen Stadtbefestigung trug. Weitere Darstellungen waren eine schlanke Fiale des Kölner Domes, ein Kammrad, welches den Fleiß der Kölner Bürger symbolisieren sollte und eine Skulptur des mit einem in der Linken mit einem Dreizack bewehrten „Vater Rhein“. Dieser stützte sich mit der anderen Hand auf eine Amphore, die mit Bildern rheinischer Sagen verziert worden war. Alle Figuren waren, wie auch das Reiterstandbild, aus Bronze gegossen. Zwei angebrachte, ebenfalls aus Bronze gefertigte Tafeln, waren mit Inschriften versehen. Die eine rühmte den Kaiser, die andere brachte die Dankbarkeit der Stadt zum Ausdruck. Unter den Tafeln befanden sich Halbschalen, über denen Wasserspeier als Löwenkopf den Wasserkreislauf des Brunnens in Gang setzten.[17]
- Der Tierschutzbrunnen wurde im Jahr 1913 nach einem Entwurf von Johann Baptist Schreiner (er schuf in Köln auch das Kolping-Denkmal) errichtet. Zur Finanzierung des Brunnens, der dann am Eingang des Kölner Volksgartens erbaut wurde, hatte der Münchener Leonhard Emanuel 10000 Mark gestiftet. Er stellte jedoch die Bedingung, dass mit dem Werk den Tierschutz zu thematisieren sei. Es entstand ein ebenerdiges rundes Becken aus den sich ein ovaler Brunnenstock aus Stein erhob. Auf ihm platzierte der Künstler eine aus Bronze geschaffene Figurengruppe, die eine vor einem Hirsch stehende Frauengestalt darstellte. Am unteren Brunnenstock war ein muschelförmiger Wasserspeier angebracht, der das Wasser in das Becken leitete. Eine oberhalb der Muschelschale aufgebrachte Inschrift mahnte die Betrachter: „Erbarmt Euch der Tiere“.[17]

## Beispiele im heutigen Stadtbild

### Innenstadt

#### Altstadt-Nord
| Anlage | Standort – Beschreibung |
| ------ | --- |
|        | Ein 1975 mit einer Flussgottmaske aus Basaltlava ausgestatteter Brunnen an der alten römischen Hafenstraße. Die Originalmaske befindet sich als Exponat im Römisch-Germanischen Museum. |
|        | Historisches Rathaus Köln, Rathausplatz Petersbrunnen (1662), 1. Obergeschoss, Umgang des Löwenhofes. Die barocke Alabastereinfassung des Petersbrunnens wurde im 17. Jahrhundert von Heribert Neuß geschaffen. Sie war ein Rahmenteil eines ehemals im Dom (St. Peter) stehenden Marienaltares. Der Löwenkopf und die Muschelschale wurden am Anfang des letzten Jahrhunderts durch Eduard Schmitz gestaltet. |
|        | Historischer Alter Markt mit Rathaus, Rathausturm. Im Vordergrund der Marktbrunnen (Stahlstich um 1850). |
|        | Jan-von-Werth-Brunnen in der Mitte des Alter Markts. Der 1884 erbaute Brunnen mit dem Denkmal für Jan von Werth wurde von Wilhelm Albermann gestaltet. |
|        | Der Hermann-Josef-Brunnen auf dem Waidmarkt wurde 1894 von dem 1913 in Köln verstorbenen Bildhauer Wilhelm Albermann geschaffen. |
|        | Heinzelmännchenbrunnen, Straße „Am Hof“ in der Kölner Altstadt. Der Brunnen wurde 1899 vom Kölner Verschönerungsverein aus Anlass des 100. Geburtstags von August Kopisch (1799–1853) gestiftet. Eine Originalfigur des Brunnens befindet sich im Zeughaus Köln. Der 1897 bis 1900 entstandene Brunnen ist eine Arbeit von Edmund und Heinrich Renard |
|        | Als Siemens Pumpe bezeichneter Brunnenpfeiler an der Dagobertstraße Ecke Am Krahnenhof. Die vordem gebauten Schöpfbrunnen wurden ab der Mitte des 18. Jahrhunderts nach und nach durch Pumpen ersetzt. Auch der hier gezeigte Brunnen entstammt dieser Zeit, wurde jedoch an der Dagobertstraße neu aufgestellt. |
|        | Der Clemens von Rom gewidmete Brunnen steht am Rand der Kunibertsklostergasse zwischen dem dortigen Kölner Marien Hospital und der Kirche St. Kunibert, deren Ursprung ein dem römischen Bischof Clemens I. geweihter Kirchenbau war. Den St. Clemensbrunnen schuf Titus Reinarz, ein in Sinzig lebender, deutscher Bildhauer. |
|        | Römerbrunnen zwischen Burgmauer und Zeughausstraße neben dem Kölnischen Stadtmuseum. Der Römerbrunnen wurde von Franz Brantzky (1871–1945) in den Jahren 1910 bis 1915 geschaffen. Der veränderte Wiederaufbau nach der Zerstörung im Zweiten Weltkrieg erfolgte nach dem Entwurf von Karl Band in den Monaten Juli bis Dezember 1955. |
|        | Brunnen vor dem Gebäude des Regierungspräsidenten Köln, Zeughausstraße. Eine 10,25 m hohe Stele aus Metall von Henryk Dywan ziert seit dem Jahr 1982 den Amtssitz. Die Brunnenanlage ist nicht in Betrieb |
|        | Der „Tierbrunnen“, entworfen vom Büro Prof. Joachim Schürmann (1926–2022), steht in der Kölner Altstadt an der Nordseite der Kirche Groß St. Martin. |
|        | Der Ostermann-Brunnen wurde im Jahr 1938/39 zur Erinnerung an den Kölner Volksliederdichter und Sänger Willi Ostermann auf dem gleichnamigen Platz in der Kölner Altstadt errichtet. Der im Krieg beschädigte Brunnen wurde ab 1949 nach und nach wieder restauriert. Die Figuren des Brunnens sind Motiven aus den Liedern Ostermanns nachempfunden. 1974 wurde der Brunnen durch Jürgen Hans Grümmer umgestaltet. |
|        | Der „Taubenbrunnen“ am Domforum, geschaffen von Ewald Mataré, war 1953 der erste abstrakte Nachkriegsbrunnen in Köln. |
|        | Die Brunnenanlage „Domfontäne“ auf der Südwestlichen Kölner Domplatte ist ein Entwurf des Stadtplanungsamtes Köln des Jahres 1973. Von den beiden, mit farbigen Mosaiken ausgelegten Becken, ist das kleinere mit neun sprudelnden Fontänen ausgestattet worden, deren Betrieb einen permanenten Überlauf des Wassers inneren Beckens erzeugen. |
|        | Der „Petrusbrunnen“ (im Volksmund „Drüjje Pitter“) an der Südseite des Kölner Domes wurde durch die deutsche Kaiserin Augusta (die Gattin Wilhelms I.) der Stadt Köln gestiftet. Die neugotische Brunnenarchitektur wurde von Dombaumeister Richard Voigtel und Dombildhauer Peter Fuchs erschaffen und 1870 fertiggestellt. Seit Juli 2010 steht der Brunnen auf der Papstterrasse. |
|        | Der Dionysos Brunnen, erschaffen 1973 von Hans Karl Burgeff, erinnert mit der Figur des Weingottes an die bedeutende Zeit des Kölner Weinanbaus- und Handels. Die Skulptur steht „Am Domhof“. |
|        | Am Hof, Altstadt. Die Art dieser alten Pumpen stammt möglicherweise aus der Franzosenzeit. |
|        | Alter Brunnen auf dem in der Kölner Altstadt gelegenen Marsplatz |
|        | Schalenbrunnen von Olaf Höhnen aus dem Jahr 1956 im Innenhof des historischen Rathauskomplexes „Spanischer Bau“. Eine in Bronze gestaltete Brunnensäule verjüngt sich mit drei Schalen aus dem untersten runden Becken und endet in einer kleinen Fontäne. Kugelartige Ausbuchtungen der Säule, sowie das Auffangbecken sind mit farbigen Mosaiken verziert. Eine Aufnahme aus dem Jahr 1988 zeigt den Brunnen mit seinem unteren Becken ebenerdig eingelassen und von einem kleinen Ziergarten umgeben. Der Brunnen steht heute auf gepflastertem Untergrund, umgeben von Stühlen und Tischen eines Gastronomiebetriebes. Die ehemalige kleine Grünanlage wurde durch wenige Blumenkübel ersetzt. |
|        | Auf der Nordseite des spanischen Baus des Kölner Rathauses steht der nach einem Oberbürgermeister der Stadt benannte Theo-Burauen-Brunnen. Den Brunnen (auch Rathausbrunnen) stiftete Wienand Müller, ein ehemaliger Kölner Karnevalsprinz. Geschaffen wurde die von einem Betonsockel stufig aufragende Bronzeskulptur 1971 von dem Künstler Klaus Albert. |
|        | Brunnen im Lichthof des Bürotraktes (rechts des historischen Gebäudes). |
|        | Köln-Innenstadt Museum für Angewandte Kunst. In dem durch einen alten Kreuzgang abgegrenzten Innenhof des Museums steht an der Nordwand der Minoritenkirche ein Brunnen. Ein auf einer hohen Säule stehender Engel hält zu Ehren Stefan Lochners, dem berühmten Meister der Kölner Malerschule des Mittelalters, eine Malerpalette in den Händen. Die von Ewald Mataré geschaffene Skulptur wurde 1953 anlässlich des 500. Todestages Lochners eingeweiht. |
|        | Die großflächige Anlage „Rheingartenbrunnen“ am Weltjugendtagsweg neben der Hohenzollernbrücke auf dem Hang hinter der Kölner Philharmonie, entwarf Eduardo Paolozzi (1924–2005). Die Anlage entstand 1984–1986. |
|        | Wandbrunnen in der Kölner Altstadt, am östlichen Ende der Salzgasse. Sandsteinarbeit mit eingelegtem oberen Muschelrelief und einem im Halbrund vorspringenden kleinen Wasserbecken. Die Anlage ist außer Betrieb. |
|        | Fischweiberbrunnen auf dem in der Altstadt unterhalb von Groß St. Martin und neben dem Stapelhaus gelegenen historischen Fischmarkt. Die Skulptur ist ein Werk des Bildhauers Rainer Walk. |
|        | Frauenbrunnen von Anneliese Langenbach im Innenhof des Farina-Areals (oberhalb Rathausplatz). Die zehn Figuren stellen Frauen aus dem 15. bis 19. Jahrhundert dar. |
|        | Der Fastnachtsbrunnen auf dem kleinen Gülichplatz vor dem „Haus Neuerburg“ in der Kölner Altstadt wurde von Georg Grasegger (1893–1927) im Jahr 1913 geschaffen. Um ein rundes Bronzebecken gruppieren sich vier Darstellungen aus dem Kölner Karneval. |
|        | Der Opernbrunnen am Offenbachplatz ist eine mit Mosaiken versehene Betonkonstruktion aus dem Jahr 1966. Teile des Glasmosaiks entstammen der Berliner Kaiser-Wilhelm-Gedächtnis-Kirche und der Luxusyacht „Christina“ des griechischen Reeders Aristoteles Onassis. Der von dem Bildhauer und Maler Jürgen Hans Grümmer reliefartig gestaltete Brunnen ist mit einer mächtigen Fontäne ausgestattet, mit der ein Durchsatz von etwa 100000 Liter Wasser pro Betriebsstunde erfolgt. Der denkmalgeschützte Mosaikbrunnen wurde 2010 vom Rheinischen Verein für Denkmalpflege und Landschaftsschutz als Denkmal des Monats präsentiert, um auf die Restaurierungswürdigkeit des Brunnens hinzuweisen. Im Zuge der Sanierungspläne des gesamten Opernquartiers, wächst nun auch das öffentliche Interesse an einer Wiederherstellung des Opernbrunnens in seinem originalen Zustand. |
|        | DuMont Brunnen auf der Breite Straße 90. Theo Heiermann (1925–1996) entwarf 1986 diesen kunstvollen Brunnen für das benachbarte Stammhaus des Kölner Verlagshauses DuMont Schauberg. |
|        | Ein aus Lahnmarmor gefertigter Brunnen im Vorhof der Kirche St. Maria in der Kupfergasse. Er ist der ehemalige Marktbrunnen von Villmar an der Lahn und wurde im Jahre 1973 aufgestellt. |
|        | Brunnen als Bronzeschale mit umlaufendem farbigem Mosaikband. Die an ein Taufbecken erinnern Gestaltung ist ein Werk des Bildhauers Ewald Mataré. Der Brunnen befindet sich auf dem Innenhof des erzbischöflichen Palais an der Kardinal-Frings Straße. |
|        | Der von dem Braunsfelder Künstler Heribert Calleen geschaffene Brunnen an der Börse erhielt wegen seiner wie auf einen Spieß geschichteten Elemente im Volksmund den Namen „Schaschlikbrunnen“. |
|        | Arno-Breker-Brunnen im Gerling-Viertel, Gereonshof. Der Architekt Breker betätigte sich auch als Bildhauer. So wurden in den Jahren 1951/57 am „Gereonshof“ drei Brunnenbecken geschaffen, deren mittleres figürlich ausgestattet ist. |
|        | Die nach dem U-Bahn-Bau auf dem Kaiser-Wilhelm-Ring geschaffenen Garten- und Brunnenanlagen vor dem Hintergrund des Kölnturmes. |
|        | Der sechs Meter hohe „Fischbrunnen“ auf dem Kaiser-Wilhelm-Ring ist ein Entwurf der Bildhauerin Elisabeth Baumeister-Bühler. Das 1971 aus Bronze und Granit gestaltete Werk ist eine Stiftung der Gothaer Versicherung anlässlich ihres 159-jährigen Firmenjubiläums. |
|        | Brunnen im Innenhof der Neumarkt-Passage. |
|        | Neumarkt 18–24, Kreissparkasse Köln, Kassenhalle. Der Kölnisch-Wasser-Brunnen ist ursprünglich eine Bronzearbeit aus dem Jahr 1935. Es war ein Guss der Kölner Werkschulen (Eduard Schmitz) und wurde 1942 eingeschmolzen. Der heutige Brunnen wurde 1950 in der alten Form neu gegossen. |
|        | Wasserspiel am Ende eines Ganges der Neumarkt-Passage. |
|        | Der Brunnen ist ein 1972 durch den Künstler Harald Frehen – damals Kunststudent bei Josef Jaekel an den Kölner Werkschulen – entworfene und in Granit gestaltete Brunnenstele. Die Arbeit konnte durch die Stiftung eines Kölner Biervertriebs realisiert werden und erhielt so die volkstümliche Bezeichnung „Bierbrunnen“. Der Brunnen ist eine Reminiszenz an das ehemals auf der Schildergasse stehende Zunfthaus der Bierbrauer. |
|        | Der „Löwenbrunnen“ im Stadtteil Altstadt-Nord erinnert an 1100 ermordete jüdische Kölner Kinder, deren Namen auf den das Brunnenbecken einfassenden Bronzeplatten verzeichnet sind. Der Brunnen wurde 1997 auf dem Erich-Klibansky-Platz aufgestellt. |

#### Altstadt-Süd
| Anlage | Standort – Beschreibung |
| ------ | --- |
|        | Brunnenanlage in der Kölner Innenstadt an der Kämmergasse. Den neben der Kaufhofverwaltung im Vorgarten aufgestellten Brunnen ziert eine Bronze des Künstlers und Bildhauers Paul Bronisch. Das Werk mit dem Titel „Badende“ entstand im Jahr 1972. |
|        | Wasserterrassen im Halbrund um das neue Gebäude der Stadtsparkasse Rudolfplatz in der Innenstadt. |
|        | Brunnenanlage auf dem Klosterhof des Stiftes St. Pantaleon. |
|        | Brunnen im ehemaligen Klosterhof der Kölner Kartause an der Kartäusergasse des Severinviertels. |
|        | Narrenschiff am Karl-Berbuer-Platz. Der Brunnen wurde 1987 von dem Bildhauer Bonifatius Stirnberg errichtet, er erinnert an den Kölner Komponisten und Schlagersänger Karl Berbuer. (Förderkreis Karl-Berbuer-Brunnen) |
|        | Stillgelegter Brunnen aus Travertin aus dem Jahr 1914 von Simon Kirschbaum. Der Brunnen in der Straße „Im Dau“ (Höhe Nr. 9) soll vor einer im Krieg zerstörten Schule gestanden haben, um so, nach Angaben der Anwohner, an den „Alten Fritz“ zu erinnern, der 1763 für Preußen das Generallandschulreglement einführte. Er ist jedoch eine Erinnerung an die Witwe Magdalena Klotz, einer Enkelin des Christoph Winters, die dessen Werk, die Gründung des Kölner Hänneschentheaters, fortführte. |
|        | Köln, der Arnold-von-Siegen-Brunnen erinnert an den gleichnamigen Kölner Bürgermeister. Die 1966 von der Künstlerin Elisabeth Baumeister-Bühler geschaffene Brunnenanlage vor der Kirche „Zint Jan“ (St. Johann Baptist), ist zurzeit wegen Bauarbeiten nicht in Betrieb. |
|        | Der in der Kölner Südstadt, „An der Eiche“, auf einem kleinen Platz angelegte Brunnen wurde 1979 von Jürgen Schreiber entworfen. Die Anlage ist als kleiner gepflasterter Hügel gestaltet, auf dessen Kuppe als Wasserspender bronzene Eicheln angebracht wurden. |
|        | Severinskirchplatz an St. Severin. Severins-Brunnen mit der Figur „Stollwerck-Mädchen um 1900“ wurden von Sepp Hürten geschaffen und 1990 aufgestellt. (Imhoff Stiftung) |
|        | Der Schokoladenbrunnen im Imhoff-Schokoladenmuseum der Kölner Südstadt, ist eine weitere Facette in der Brunnengeschichte Kölns. Entworfen wurde der Brunnen von Fritz Eller (1927–2018) und Robert Walter. Heinz Huiskens, ein Düsseldorfer Maschinenbauer, realisierte ihn. |

#### Neustadt-Nord
| Anlage | Standort – Beschreibung |
| ------ | --- |
|        | Der „Star Pit“-Brunnen am Mediapark. Der einem Amphitheater ähnliche Brunnen wurde von Professor Zeidler und Otto Piene entworfen. Er ist Treffpunkt und Veranstaltungsort des Parks. |
|        | Die futuristische Brunnenanlage auf dem Ebertplatz, ein „Wasserkinetische Plastik“ genanntes Kunstwerk, schuf der aus Gustorf stammende Wolfgang Göddertz in den Jahren 1970/77. |
|        | Der Toto-Brunnen im Theodor-Heuss-Park wurde 1953 von der Westdeutschen Fußball Toto GmbH gestiftet. Nach einem Entwurf von Joseph Jaekel führte ihn der Bildhauer Heribert Calleen aus. Der lange stillgelegte Brunnen soll 2021 restauriert werden, aus Kostengründen aber ohne Wasseranlage. |
|        | Wasserquelle des Parkgewässers in der Anlage Theodor-Heuss-Ring |
|        | Brunnen Schmelztiegel Nippes am Schillplatz in Köln-Nippes von Waltraut (Waltraud) Bosse, erbaut 1996. Der Brunnen wurde (siehe im Boden eingelassene Gedenktafel) vorwiegend von Geschäften, Institutionen und Bürgern aus dem „Viertel“ (Stadtteil) finanziert. Auf den drei Plaketten auf dem Sockel wird Trude Herr, Carl Sonnenschein und Willy Schetzka (1914–1984; Gründer des örtlichen Betriebes Radio Nord auf der Neusser Straße) gedacht. |

#### Neustadt-Süd
| Anlage | Standort – Beschreibung |
| ------ | --- |
|        | Die Brunnenanlage Habsburgerring 9–13 befindet sich in einer kleinen Grünanlage zwischen der Ringstraße und dem Hotel Steigenberger Cologne City Center. |
|        | Der Standplatz des Brunnens ist ein artenreich begrünter Innenhof des „Mineralogisch-Petrographischen Instituts“ der Universität zu Köln. In ihm wurde, gefördert durch die Bayer AG Leverkusen, im Jahr 1968 nach einem Entwurf der Gartengestaltung der Kölner Universität ein Brunnen aufgestellt, der nicht nur der Zierde, sondern auch Lehrzwecken dienen sollte. So wurde der „Steinbrunnen“ aus Granit des Fichtelgebirges geschaffen und sein Standplatz, der im Halbrund mit Platten unterschiedlicher Gesteinsarten ausgelegt wurde, dient als weiteres Anschauungsmaterial. |
|        | Am Aachener Weiher liegt das Museum für Ostasiatische Kunst mit seinem traditionell gestalteten Wassergarten. |
|        | Die Wasseranlage des Innengartens im Museum für Ostasiatische Kunst an der Universitätsstraße wurde im Jahr 1977 nach einem Entwurf des Gartenkünstlers und Bildhauers Masayuki Nagare in einem traditionell gestalteten Japanischen Garten integriert. Die vom Wasser des angrenzenden Aachener Weihers gespeiste Anlage ist mit ihrer entsprechenden Bepflanzung eine typische Anordnung von Felsen, Sand und groben Kieseln, in deren Mitte ein Brunnenüberlauf einen kleinen Wasserlauf erzeugt. Die Anlage wurde vor einiger Zeit restauriert.                                     |
|        | Fontäne im Weiher des Volksgarten |

#### Deutz
| Anlage | Standort – Beschreibung |
| ------ | --- |
|        | Die nach einem Entwurf von Rainer Gross, New York, errichtete, hoch aufragende „Wasserskulptur“ steht im Stadtteil Köln-Deutz am Ottoplatz 1, vor dem Eingang des über 100 Meter hohen Bauwerks Kölntriangle |
|        | Ein im Mai 2009 errichtetes Denkmal für den verstorbenen Wirt Hans Lommerzheim in Köln-Deutz, zeigt im Biergarten der wiedereröffneten Gaststätte einen aus einem Bronzerelief gestalteten Wandbrunnen, der den Wirt am Bierzapf darstellt. |
|        | Brunnen am Beginn der Straße „Deutzer Freiheit“ in Höhe der Mindener Straße |
|        | Im Auftrag der Stadt wurde 1963 in Köln-Deutz die von Gerhard Marcks (1889–1981) geschaffene Skulptur „Düxer Bock“ aufgestellt. Eine Brunnensäule zierend, steht sie auf einem kleinen Vorgartenplatz am Gotenring in Höhe der Arnoldstraße. |
|        | Alter Pumpenbrunnen auf dem Deutzer Reischplatz |
|        | Der Tanzbrunnen in Köln-Deutz, zwischen dem Gelände der Koelnmesse und dem angrenzenden Rheinpark, ist eine 1957 von Josef Op Gen Oorth, entworfene Anlage. Eine Zeltkonstruktion des Architekten Frei Otto, überspannt eine Open-Air-Bühne. |
|        | Der pilzartige Brunnen (ø120 cm) wurde von der Kölner Künstlerin Hannelore Wiese entworfen. Er steht im vorderen östlichen Bereich des Rheinparks. |
|        | Springbrunnen in einer langgestreckten Teichanlage am Ostrand des Rheinparks (Auenweg) |
|        | Der Igelbrunnen stand in der Nähe des im Rheinpark angelegten Rosenhofes (durch Vandalismus beschädigt, oder zerstört). Es war eine im Jahr 1960 von Fritz Bernuth geschaffenes Werk einer auf einem Steinsockel angebrachten Bronze. |
|        | Brunnen zur Bundesgartenschau 1957 im „Adenauerweiher“ des Rheinparks |
|        | Wasserspiel zur Bundesgartenschau 1957 im Rheinpark von Josef Jaekel |
|        | Brunnengarten zur Bundesgartenschau 1957 im Rheinpark von Joachim Winkler und Günther Schulze. Die Anlage war Denkmal des Monats Juli 2009 des Rheinischen Vereins für Denkmalpflege. Sie umfasst vierzehn Quellmuldenbrunnen, deren Becken aus rund 100.000 Rheinkieseln bestehen, und vier Schalenbrunnen. Diese verteilen sich auf eine Fläche von 4.000 Quadratmetern. Mithilfe ehrenamtlicher Arbeit aus dem Verein Brunnengarten im Rheinpark e. V. und der Ausbildungswerkstatt der Ford-Werke GmbH wurden die Quellmuldenbrunnen saniert und im April 2012 originalgetreu wieder in Betrieb genommen. |
|        | Mineralwasserbrunnen (Gesundbrunnen) im Rheinpark. Das Wasser wurde aus 270 m Tiefe gefördert. Der Brunnen ist stillgelegt. Das Wasser wird von dem angrenzenden Thermalbad „Claudius-Therme“ genutzt. |
|        | Wasserterrassen zur Bundesgartenschau 1957. "Im Bereich der Wasserterrassen verwandelte die Gartenarchitektin Herta Hammerbacher die sanft modellierte topographische Situation in eine spielerische Wechselbeziehung zwischen Landschaft, Wasser gärtnerischer und baulicher Gestaltung. Die Wasserterrassen sind bis heute in ihrer ursprünglichen Form erhalten geblieben. Aus Kostengründen wurden die vier mittlerweile undichten Wasserbecken jedoch 2006 mit Erde gefüllt und bepflanzt." Quelle: Stadt Köln                                                                                           |

### Vororte

#### Linksrheinisch
| Anlage | Standort – Beschreibung |
| ------ | --- |
|        | Köln-Pesch, Gartengelände einer Wohnsiedlung. Auf den Ländereien der Pescher Familie Bollig, entstanden in den 1960er Jahren neben einer neuen Autobahntrasse große neue Wohnviertel. Inmitten der Häuserreihen eines dieser Viertel, zwischen der Hubertus- und der Sebastianusstraße, ließ der damalige Bauherr (der verstorbene Senior der Familie Bollig) eine Brunnenanlage errichten, die im Volksmund „Feschbrunnen“ genannt wurde und über lange Zeit trocken stand. Dies nahm der zum Pescher Neubürger gewordene Mundartdichter Heribert Klar zum Anlass, über diesen neuen „Pötz“ in seiner Nachbarschaft zu sinnieren und in rheinischem Dialekt ein Gedicht zu verfassen. Nachzulesen ist dies damals entstandene Brunnengedicht in einem 1993, postum erschienenen Sammelband seiner Geschichten unter dem Titel „Wo et Hätz vun voll es“. |
|        | Lindenthal, Stadtwaldgürtel 18, hinter dem Kölner Gymnasial- und Stiftungsfonds (KGS): Der von Hon Sang Tong entworfene Geschichtsbrunnen wurde 2004 eingeweiht und soll symbolisch die Geschichte des KGS bebildern. |
|        | Lindenthal, Universitätsstr. 33 (zwischen Universitätsbibliothek und Hörsaalgebäude): Der Spielbrunnen wurde 1967 von Jürgen Hans Grümmer entworfen. Die als begehbar konzipierte Anlage musste aufgrund von wiederholten Zerstörungen teilweise abgebaut werden. |
|        | Köln-Fühlingen, Arenzhofstraße, 38. Brunnenanlage des aus einer Hofanlage des frühen 19. Jahrhunderts entstandenen Wohnparks Arenzhof |
|        | Köln-Riehl, Kinderkrankenhaus Amsterdamer Straße. Die vor dem Haupteingang gelegene Brunnenanlage aus vier Waschbetonbecken wurde 1962 nach einem Entwurf von Professor Benno Schachner (1902–1987) installiert. |
|        | Flora Köln, Hauptbrunnen, seitlich links Die zwischen dem Haupteingang und dem Hauptgebäude der Flora platzierte Springbrunnenanlage ist mit einem Fontänenkranz ausgestattet. Die Anlage entstand ursprünglich 1862 nach Plänen von Peter Joseph Lenné und ist von monumentaler Größe. |
|        | Eine von Hainbuchen eingefasste Wasserterrasse in Kölns Botanischem Garten, der Flora, vor dem Freisitz des dortigen Cafés. Auch diese Kaskadenanlage geht auf Pläne Peter Joseph Lennés von 1862/64 zurück. |
|        | Flora Köln, Wand- und Zierbrunnen am Hauptgebäude links und rechts. Die Detailaufnahme zeigt einen bronzenen Löwenkopf als Wasserspeier. Die Brunnen sind ebenfalls Entwürfe von Peter Joseph Lenné. |
|        | Der Brunnen in der von Fritz Encke entworfenen Grünanlage Finkenplatz in Köln-Niehl entstammt dem Jahr 1912. Die von fünf Säulen sowie einem schmalen schmiedeeisernen Gitter an der Oberkante eingefasste runde Brunnenschale ist derzeit mit Erdreich angefüllt. Laut einem angebrachten Hinweisschild wurde 1998 durch eine Spende der Deutschen Exxon Chemical GmbH in Köln-Niehl eine Restaurierung des Brunnens ermöglicht. |
|        | Ein Teilstück des Inneren Grüngürtels ist ein zwischen dem Merheimer Platz und der auf der Inneren Kanalstraße einmündenden Escher Straße gelegener kleiner Park, die sogenannte „Alhambra“ im Stadtteil Köln-Nippes. Das Kernstück dieser streng symmetrisch gestalteten Anlage bildet ein wohl nach Karl Foersters (1874–1970) Vorstellungen angelegter „Senkgarten“ (eingetiefter Staudengarten) mit einem Brunnen im Mittelpunkt. Dieser Zentralbrunnen und ein kleiner Wandbrunnen an der Nordseite am Ende des Parks stehen seit Jahren trocken. |
|        | Rheinenergie Park Köln. Moderne Zierbrunnenanlage im Parkgelände zwischen dem Hauptgebäude der „GEW“ (Bilderstöckchen/Ehrenfeld) und der Autobahn |
|        | Der Barbarabrunnen in Köln-Neuehrenfeld wurde um 1927/28 in der Ennenstraße errichtet und ist mit „H. Geier“ signiert. Die Skulptur des Brunnenstocks aus Muschelkalk erhebt sich auf einem gemauerten Backsteinsockel, dessen Wasserspeier das ihn umgebende Becken versorgen. Die von einem Gitter eingefasste Anlage erinnert an einen Brauch, wonach am Vorabend zum Fest der heiligen Barbara, diese den in der Nacht schlafenden Kindern die Schuhe mit Äpfeln und Nüssen füllte, wenn sie ihr Schuhwerk geputzt hatten. Für den Brunnen übernahm die Karnevalsgesellschaft „Barbar Anniter“ die Patenschaft. |
|        | Der in Neuehrenfeld auf dem Lenauplatz aufgestellte Max-und-Moritz-Brunnen ist ein Werk des Künstlers Hein Derichsweiler. Das Werk aus Eisenguss entstand 1960 und ist eine Stiftung der dortigen Bürgergemeinschaft. |
|        | In der Gravensteiner Straße in Neuehrenfeld steht seit 1999 der Brunnen der „drei Eisheiligen“. Gemeint sind die Gründer der seit dem 7. März 1899 bestehenden Gemeinnützigen Wohnungsgenossenschaft Ehrenfeld: Rektor Franz-Peter Schmitz (1860–1947), Josef Vasters (1856–1937) und Wilhelm Steinkrüger (1863–1941), stilisiert durch drei Steinfiguren in einem kreisrunden Becken. Die außerhalb des Beckens stehende Figur steht für deren Nachfolger Jakob Schupp. |
|        | Läsche Nas oder Andreas Leonhard Lersch (1840–1887) war Metzger, Schauspieler, Bezirksabdecker, städtischer Hundefänger und Scharfrichter. Ihm zu Ehren steht vor dem Ehrenfelder Bezirksrathaus ein Brunnen. |
|        | Den Brunnen vor dem Ehrenfelder Neptunbad ziert ein auf einer mit Kohl gefüllten Kiste sitzender, historischer „Kappesboor“ (Kohlbauer). Die Skulptur ist ein Werk des Bildhauers Fritz Fein-Jankowski und wurde 1993 aufgestellt. |
|        | Ebenso wie die Blutsäule in St. Gereon erinnert der Brunnen neben der heutigen St.-Mechtern-Kirche (ein ehemaliges Kloster) an die hingerichteten Märtyrer der „Thebäischen Legion“. Das aus Muschelkalk gefertigte Becken wurde 1927 aufgestellt. |
|        | Der Barthonia-Brunnen an der Venloer Straße 251 in Ehrenfeld trägt den Namen des Investors „Barth“, der das ehemalige „Mülhens-Gelände“ (4711) zu Büro-, Geschäfts- und Gewerbezwecken umwandelte. Die etwa 2,60 m hohe, sich nach oben verjüngende Skulptur wurde von dem Kölner Künstler Willi Neffgen entworfen. Sie ist ohne die unten umlaufende Bezeichnung „Barthonia-Forum“ mit weiteren 530 Schriftzeichen bestückt, welche aus 14 vergangenen oder bestehenden Kultur- und Sprachräumen entnommenen wurden. Die verwendeten Zeichen variieren in Größe, Stärke und Form, sind manchmal seitenverkehrt angebracht oder stehen Kopf. Die originelle Skulptur regt zum Sinnieren an und ist eine Bereicherung des Stadtbildes. Im Rahmen der Neugestaltung der Platzfläche 2019/2022 wurde der Brunnen abgebaut.                                  |
|        | Der vor der ehemaligen Dreifaltigkeitskirche in Köln-Ossendorf aufgestellte „Schnüsse-Tring-Brunnen“ soll an Katharina von Ossendorf, eine Tochter des ehemaligen Gutsherrn „Om Wissel“, erinnern. Da die junge Frau recht schlagfertig gewesen sein soll, erhielt sie den Spitznamen „Schnüsse Tring“ (Schnüss = Mund). |
|        | Der Nonnibrunnen in Köln-Ehrenfeld wurde um 1965 auf einem kleinen Platz an der Kirche St. Bartholomäus am Melatener Weg aufgestellt. Es ist eine Bronze des Künstlers Lambert Schmitthausen. Die Skulptur des Brunnens stellt einen lesenden Jugendlichen dar und soll an den 1944 in Köln verstorbenen Jugendbuchautor Jón Sveinsson (Nonni) erinnern. Neben der Figur befindet sich ebenerdig ein kleines, heute mit Kieselstein gefülltes Betonbecken. |
|        | Köln-Junkersdorf, Stüttgenweg. Pumpe des Brunnens der Hofanlage Stüttgenhof aus dem 19. Jahrhundert. |
|        | Durch eine Stiftung des Gerling-Konzerns entstand im neuen Wohnviertel an der Lübecker Straße in Köln-Weiden eine größere Wasseranlage. Die 1973/74 realisierte Anlage wurde nach einem Entwurf des Kölner Architekturbüros Mronz gestaltet. Das große teichartige, mit zwei Fontänen ausgestattete Becken liegt eingebettet in einer kleinen Grünanlage zwischen den Häuserzeilen und ist von der Straße frei zugänglich. |
|        | Brunnen auf dem alten Kirchhof in Müngersdorf |
|        | Der auf dem Pauliplatz in Köln-Braunsfeld errichtete „Panbrunnen“ wurde von einem unbekannten Künstler geschaffen. Der aus Sandstein gefertigte Brunnen entstand wohl am Anfang des 20. Jahrhunderts und soll auf der Kölner Werkbundausstellung vor 1914 gezeigt worden sein. |
|        | Der Puttenbrunnen in Bronze und Stein wurde 1953 von Arno Breker geschaffen und ist eine Stiftung des Gerling-Konzerns. Er befindet sich in einem Gartenhof des Wohngebäudekarrees der Aachener-, Clarenbach- und Brucknerstraße in Köln-Lindenthal. Die aus einem runden Becken aufsteigende Brunnenstele ist bekrönt von einem auf einer Kugel stehenden Putto, der in seinen Händen je einen Fisch hält. Die Kugel und ein Kranz am Ende der Stele versorgten ursprünglich das Becken durch einen Wasserkreislauf, der heute jedoch stillgelegt ist. |
|        | Nach einem Entwurf von Georg Grasegger wurden 1930 am Lindenthaler Kanal an der Rautenstrauchstraße in Köln-Lindenthal zwei Kentauren aus Muschelkalk aufgestellt. |
|        | Futuristisch anmutender Brunnen in Lindenthal an der Dürener Straße 393. Den Eingangsbereich eines Bürohauses ziert ein aus Bronze gestalteter Licht- und Wasserbrunnen. Es ist ein Entwurf von Heribert Callen aus dem Jahr 1980. Im Mai 2022 wurde die Bronzeskulptur von dem Firmengelände gestohlen, wo sie zur Restaurierung lag. |
|        | Köln-Lindenthal, Brunnen im ehemaligen Klostergarten des St. Anna-Hauses |
|        | Köln-Lindenthal, An St. Laurentius 1. Brunnenanlage im Innenhof der katholischen Kirche St. Laurentius. Die von dem Architekten Emil Steffann entworfene Gesamtanlage St. Laurentius wurde mit dem Kölner Architekturpreis ausgezeichnet und in die Liste der Baudenkmäler im Kölner Stadtteil Lindenthal aufgenommen. |
|        | Der von Gartenbaudirektor Fritz Encke von 1905 bis 1907 am westlichen Rand Klettenbergs angelegte Klettenbergpark speiste seine Teichanlage ehemals durch den in der Region Hürth entspringenden Duffesbach, heute jedoch mit Leitungswasser. |
|        | An der Luxemburger Straße zwischen den hohen Gebäuden des Amts- und Landgerichts sowie des Arbeitsamts wurde 1986 nach einem Entwurf von Wolfgang Kuhn eine Brunnenanlage errichtet. Es ist ein Kugelbrunnen, der aus sardischem Granit der Region des Monte Ortobene gefertigt wurde. Der mit Blumenornamenten versehene Brunnen ist zurzeit nicht in Betrieb. |
|        | Fischreiterbrunnen Köln-Zollstock, Theophanoplatz. Der Brunnen aus Sandstein entstand um 1913 nach einem Entwurf von Georg Grasegger. Stifter des Brunnens war die Rheinisch-Westfälische Bank für Grundbesitz in Essen, deren Name am Beckenrand eingearbeitet wurde. |
|        | Die Anlage eines „Puttenbrunnes“ im Stadtteil Köln-Marienburg steht am südlichen Ende der dortigen Parkstraße vor dem Haupteingang der für den Stadtteil namensgebenden Villa Marienburg. Aus dem aus Kalkstein gefertigten ovalen Schalenbrunnen erhebt sich ein mit vier Putten geschmückter Brunnenstock. Zwei dieser Skulpturen in Kindergestalt sitzen, die beiden stehenden halten mit erhobenen Armen eine Schale, aus der heraus der Wasserkreislauf des Brunnens beginnt. |
|        | Die kleine Anlage im Stadtteil Köln-Rodenkirchen steht am Eingang zur sogenannten Rheingalerie an der Kirchstraße. Die von groben Rheinkieseln eingefasste Stele aus Marmor wurde 1986 nach einem Entwurf des Architekturbüros Mronz gefertigt. |
|        | Der Brunnen in Forstbotanischen Garten liegt im Zentrum der Rodenkirchener Anlage. Der „Mühlsteinbrunnen“ von 1964 entstand nach einer Idee von Walter Franz und wurde durch den Gartenarchitekten Kurt Schönbohm verwirklicht. |

#### Rechtsrheinisch
| Anlage | Standort – Beschreibung |
| ------ | --- |
|        | Kugelbrunnen und Sitzblöcke in der Fußgängerzone der Bahnhofstraße Köln-Porz. Die als Wasserspiel konzipierte Anlage war ein Entwurf von Gottfried Kühn des Jahres 1974, ist jedoch nicht mehr in Funktion. Kühn erhielt den Kölner Architekturpreis (1975), mit dem in seiner Person erstmals ein Gartenarchitekt ausgezeichnet wurde. |
|        | Die Rheinhalbinsel Groov in Köln-Zündorf diente bis zur Mitte des 18. Jahrhunderts zum Kopfweiden- und Weinanbau. Heute ist sie auch ein beliebtes Freizeitangebot der Stadt. Die Wasser- und Gartenanlage wurde 1972 nach dem Entwurf des Architekturbüros Kühne, Schubert und Partner realisiert. Der Fontänenkranz befindet sich in einem stillgelegten Rheinarm. |
|        | Der Milchmädchenbrunnen in Köln-Poll steht am Ende einer kleinen Grünanlage des Efeuplatzes. Er wurde um 1930 durch Schreiner und von Mehring erbaut. Der Steinbrunnen war eine Stiftung der „Gemeinnützigen AG für Wohnungsbau“. Die Anlage ist nicht mehr als Brunnen in Betrieb. |
|        | Der Stadtbrunnen Mülheims, die „Mülheimia“, steht an der Straße Mülheimer Freiheit, Ecke Krahnenstraße. Die Aufstellung eines Brunnens wurde auf Initiative des letzten Bürgermeisters der Stadt Mülheimer an Rhein, Bernhard Clostermann, angeregt und 1884 nach einem Entwurf des Kölner Bildhauers Wilhelm Albermann verwirklicht. Die Kosten des Brunnens, der bis zum Jahr 1913 die einzige derartige Anlage Mülheims blieb, beliefen sich damals auf 9.500 Mark. 1965 wurden durch Eduard Schmitz eine Instandsetzung mit Ergänzungsarbeiten am Brunnenbecken durchgeführt. |
|        | Am rheinseitigen Ende der Köln-Mülheimer Keupstraße wurde im Jahr 1984 auf einer kleinen Freifläche eine Brunnenanlage errichtet. Er erhielt seinen ursprünglichen Namen „Rheinbrunnen“ nach den ihn formenden, aus dem Quellgebiet des Rheins (Tavetsch im Schweizer Kanton Graubünden) stammenden Gesteinsbrocken, aus denen er nach einem Entwurf von „Michael te Reh“ geschaffen wurde. Der Künstler entwarf und baute ebenfalls den Brunnen auf dem Poller Marktplatz sowie den Dorfbrunnen in Roßdorf. Ein von te Reh hinzugefügter großer Schiffsanker rundete den symbolhaften Bezug auf den nicht weit entfernt fließenden Rheinstrom ab. Seinen volkstümlicher Namen Dreikönigen Brunnen erhielt er durch seinen Standort, der sich gegenüber dem ehemaligen von der Witwe des Mülheimer Getreidehändlers Kaspar Keup, Maria Sybilla Petronella Keup, gestifteten Dreikönigen-Hospital befindet (nach Abbruch steht dort heute ein neues Altenwohnheim). Der Brunnen ist in Funktion, und sein dekorativer Anker ist vorhanden. |
|        | Die Anlage des Genovevabrunnens geht auf die Initiative des Mülheimer Stadtverordneten Michael Laufenberg zurück, der sich noch vor der Eingemeindung der Stadt Mülheim am Rhein in die Stadt Köln für die Verschönerung Mülheims einsetzte. Er konnte die Witwe des Fabrikanten Martin, Mitbegründer des Mülheimer Unternehmens Martin & Pagenstecher, für sein Vorhaben gewinnen, vor dem damaligen Lyzeum einen Brunnen zu installieren. Frau Martin beauftragte den Bildhauer und Kirchenmaler Adalbert Hertel, von dem das Kunstwerk im März 1914 fertiggestellt und von der Familie Martin der Stadt als Stiftung übergeben wurde. Der Brunnen ist eine lebensgroße Bronze, die auf einem Sockel stehend aus einem Becken aufsteigt. Der Standort blieb vor dem heute als Genoveva-Gymnasium bezeichneten Schulgebäude. Die Anlage steht in einer kleinen Grünfläche an der Köln-Mülheimer Genovevastraße und erinnert, ebenso wie die Benennung der Straße, der Schule und die des in der Nähe gelegene Genoveva-Bades an die Legende der heiligen Genoveva. |
|        | Der Mülheimer „Schifffahrtsbrunnen“ ist der Überrest eines ursprünglichen, um 1912 von Hans Wildermann geschaffenen Brunnenpaares. Es waren die aus Stein und Bronze gefertigten Werke, die den Namen Handels- und Schifffahrtsbrunnen erhielten. Die im Jahr 1912 auf einer Düsseldorfer Städteausstellung gezeigten Werke wurden auf Betreiben des Mülheimer Verschönerungsvereins und der in Mülheim ansässigen Kabelwerke Felten & Guilleaume in Mülheim aufgestellt. Die beiden, bis auf die Bekrönung der Figuren im Aufbau identischen Brunnenanlagen, wurden am Clevischen Ring errichtet. Der mit dem Gott Merkur als dem Sinnbild für wirtschaftlichen Erfolg ausgestattete Handelsbrunnen stand am Nordende, die einen Anker haltende Frauengestalt des am Südende des Clevischen Ringes aufgestellten Schifffahrtsbrunnens verwies auf die für den Staat wichtige Schifffahrt. 1927 wurde er demontiert und in ein Depot verbracht. Der Brunnen musste dem Bau der festen Mülheimer Brücke weichen, die die bisherige Mülheimer Schiffbrücke ersetzte. Der Handelsbrunnen wurde, wie viele andere Kölner Brunnenanlagen im Zweiten Weltkrieg, zerstört. Heute steht der erhaltene Rest des Schifffahrtsbrunnens an der Südostseite des Wiener Platz. Aus nicht recherchierbaren Gründen, jedoch aus eigener Anschauung ersichtlich, fehlen seit 2012 die beiden metergroßen, von den Jünglingen auf den Pferden gehaltenen Muschelschalen aus Bronze, über die einst das Brunnenwasser lief. |
|        | Die Anlage des „Tier- oder Märchenbrunnens“ im Stadtteil Köln-Mülheim steht am südöstlichen Ende der Jan-Wellem-Straße, am oberen Eingang zum Mülheimer Stadtgarten. Der aus Sandstein und Bronze gefertigte Brunnen ist nach einem Entwurf des Kölner Bildhauers Wilhelm Albermann im Jahr 1914 errichtet worden. Die Jungengruppe des in der Mitte des großen Beckens aufragenden Brunnenstocks ist umgeben von vier in Lebensgröße dargestellten Tieren, die auf Sockeln ruhend das Bassin als Wasserspeier füllten. 2023/24 erfolgte eine Sanierung des Brunnens. |
|        | Der im Stadtteil Köln-Mülheim gelegene Mülheimer Stadtgarten entstand in den Jahren 1912/13. Seine heutige Form geht im Wesentlichen auf den Entwurf des Gartenarchitekten Theodor Nußbaum aus dem Jahr 1928 zurück. Kernstück des Gartens ist der mit einem Springbrunnen ausgestattete kleine See. |
|        | Im Stadtteil Köln-Dellbrück befindet sich unmittelbar am Straßenbahnmuseum Köln-Thielenbruch, unweit der Gemarkenstraße, der „Kugelbrunnen Thielenbruch“ (bisweilen auch „Weltkugelbrunnen“ genannt), ausgestaltet als Erdfigur aus schwarzem Marmor von etwa einem Meter Durchmesser. |

## Medien
- Rheinhard Zeese: Historische Parks und öffentliche Gärten in Köln 1801 bis 1932. CD, LEB – Brühl, 2007.